# Stradario di Ancona
Questa lista è suscettibile di variazioni e potrebbe essere incompleta o non aggiornata.

Questa lista raccoglie l'elenco completo delle strade di Ancona.
Accanto al nome sono presentate due tipi di informazioni, la prima, obbligatoria, riguarda la posizione della via o della piazza, il rione o quartiere dove si trova e le strade contigue, e se disponibile anche l'atto di istituzione. Il secondo tipo di informazione riguarda il luogo, l'evento o il personaggio a cui è intitolata la via, in forma di collegamento alla relativa voce dell'enciclopedia, o inserendo i dati direttamente in questa pagina.

## 0 - 9
via 1º maggio
Zona Baraccola, da via Pontelungo e via Pinocchio al confine con i comuni di Osimo e Camerano. Deliberazione consiliare n. 527 del 5/4/82.
In onore della Festa internazionale dei lavoratori.
via ai Tre cantoni
Rione Vittoria, da piazza Cavour a via Matteotti.
Antica denominazione della località attraversata dalla via.
piazza 4 novembre
Rione Passetto, compresa tra il viale della Vittoria, via Baracca e via Panoramica.
A ricordo della fine della prima guerra mondiale e del Bollettino della Vittoria. In questa piazza si trova il Monumento ai caduti
via 8 marzo
Rione Valle Miano, traversa di via XXV Aprile. Deliberazione consiliare n. 1805 del 15/11/82 a ratifica della deliberazione di Giunta pro Consiglio n. 1349 del 28/9/82.
In onore della festa della donna.
largo 24 maggio (1915)
Rione Vittoria, compreso fra piazza Cavour e viale della Vittoria.
A ricordo dell'entrata nella prima guerra mondiale dell'Italia e del massiccio bombardamento subito dalla città nello stesso giorno.
via 25 aprile (1945)
Rione Rodi-Valle Miano, da piazzale della Libertà a via Rodi e via Vittorio Veneto. Atto consiliare n. 300 del 9/5/66 Pref. n. 26486/3 del 24/10/69.
A ricordo della liberazione d'Italia dall'occupazione nazifascista.
via 29 settembre (1860)
Rione Capodimonte, da piazza Kennedy a via Marconi.
Da questa via le truppe dei generali Cialdini e Fanti entrarono vittoriose in città che poco tempo dopo venne annessa al Regno d'Italia.

## A
via ad Alto
Rione Capodimonte. Da via Oberdan a via Torrioni. Atto consiliare n. 135 del 5/3/54.
In passato chiamata via delle Conce. Su indicazione di San Francesco venne costruita qui la chiesa di San Francesco ad Alto, oggi distretto militare. È stata divisa dall'attraversamento di corso Garibaldi, creando via San Biagio, e corso Stamira, nel 1929 creando via Don Gioia. Molto ripida.
via dell'Agricoltura
Quartiere Pinocchio. Da via Maggini a via dell'Industria. Atto consiliare n. 744 del 10/12/70 Pref. n. 41016/3 del 5/2/71.
Nella zona detta Palombare, insieme a via dell'Artiginato, via del Commercio e via dell'Industria.
via Agugliano
Rione Grazie. Da via Fano in via Fano. Atto commissariale n. 411 del 13/3/68 Pref. n. 9457 dell'11/7/68.
Comune vicino ad Ancona.
via Luigi Albertini
Baraccola Sud; da via I Maggio a via Filonzi.
giornalista anconetano
piazza Dante Alighieri
Rione Porto; tra il lungomare Vanvitelli e le vie Giovanni XXIII e delle Rupi Comunali. - Atto consiliare n. 261 del 16/5/60 Pref. n. 18395/2 dell'8/8/60.
poeta fiorentino
via Salvador Allende Gossens
Quartiere Università; collega lo svincolo Tavernelle e l'università a via Brecce Bianche. - Deliberazione n. 1402 del 29/12/98.
presidente della Repubblica del Cile
via Edoardo Almagià
Rione Montirozzo; da via de Gasperi a via de Gasperi. Atto commissariale n. 409 del 13/9/68 Pref n. 29202/3 del 22/11/68.
(Ancona, 11 luglio 1841 - luogo di morte sconosciuto, 3 ottobre 1921) volontario garibaldino dal 1866 per la liberazione del Trentino, in seguito imprenditore nel settore delle strutture per i trasporti, come ferrovie e porti.
via Alpi
Rioni Fornetto, Borghetto e Pontelungo. Da via Madonnetta a via Madonetta. - Atto consiliare n. 744 del 10/12/70 Pref n. 41016/3 del 5/2/71.
catena montuosa
via Lambro
Quartiere Torrette; da via Esino e via Aso. Atto consiliare n. 429 del 14/7/69 Pref n. 24218/3.
affluente del fiume Tenna, lungo 6,5 km che nasce dal monte Priora nella catena dei monti Sibillini.
corso Giovanni Amendola
Rione Adriatico; da piazza Cappelli al viale della Vittoria. - La strada in passato era già chiamata viale Santa Margherita, poi corso Tripoli. Ancora prima, dal 1500, si chiamava strada a piè della croce, in quanto collegava il rione di Pietralacroce attraverso Porta Farina.
(Ancona, 1882 - Cannes, 6 aprile 1926) filosofo, giornalista e politico. Lavora al Il Resto del Carlino e poi, dal 1914, al Corriere della Sera. Decorato nella prima guerra mondiale, oppositore del fascismo in Parlamento.
via Antonio Amurri
Quartiere Pinocchio; da via Barilatti a via della Montagnola. Delibera n. 323 del 18/5/2000.
giornalista e scrittore umorista.
via Wladislaw Anders
Quartiere Pinocchio; da via Maggini a via Nenni. Atto consiliare n. 745 del 10/12/70.
(Kitno, Polonia, 1892 - Londra, 1970) generale polacco, liberò la città di Ancona dall'occupazione tedesca durante la seconda guerra mondiale. Cittadino onorario di Ancona.
piazza Anfiteatro
Rione porto e San Pietro; Tra via Pio II, via Ferretti, via del Guasco, il vicolo delle carceri e l'area archeologica dell'anfiteatro. Superficie 750 m². Atto consiliare n. 208 del 6/4/51 Pref n. 21825 dell'11/7/51.
Al posto di questa piazza sorgeva un anfiteatro di epoca augustea, in parte riportato alla luce da recenti scavi, ma in pessime condizioni di conservazione.
via Giovanni Maria Anfossi
Rione Grazie; da via della Montagnola a via Seppilli. Atto commissariale n. 409 del 13/9/68 Pref n. 29202/3 del 22/11/68.
(Ancona, 6 gennaio 1887 - Milano, 16 novembre 1946) . Diplomato al conservatorio di Napoli nel 1887, insegnante di pianoforte a Verona e Milano. Scrisse anche alcuni poemi sinfonici come Rebellio, Cantica sacra e Cantica funebre.
via Francesco Angelini
Rione Rodi; da via del Conero a via Circonvallazione, via Rodi. Atto consiliare n. 745 del 10/12/70.
(Rotella, 1887 - Ancona, 1964) imprenditore farmaceutico e sindaco di Ancona.
via Alfredo Antinori
Rione Grazie; da via Torresi a via Gigli. Atto consiliare n. 232 del 19/5/1964 Pref n. 38684/3 del 2/12/1964.
(Ancona, 1872 - Domokòs, Grecia, 17 maggio 1897) repubblicano e garibaldino, partecipò alla spedizione greca, membro della Compagnia della Morte al comando del colonnello Cipriani.
via Carlo Antognini
Zona Aspio; da via I Maggio al bivio Osimo-Polverigi. Delibera n. 1402 del 29/12/1998.
(Ancona, 9 agosto 1937 - Ancona, 26 febbraio 1977) critico letterario. Collaboratore di vari giornali e della RAI. Tra le sue opere Poeti Marchigiani del Novecento e Scrittori Marchigiani del Novecento. Premiato dalla Presidenza del Consiglio dei Ministri, dalla Provincia e dal Comune di Ancona per il suo impegno nella ricerca delle tradizioni e nella diffusione della cultura.
via dell'Appannaggio
Rione Capodimonte; dallo scalo portuale Vittorio Emanuele a piazza Kennedy. - Già via dei Levantini
Cortissima, con un solo numero civico: la sagrestia della chiesa del Santissimo Sacramento. Dove ora si trova la sede della Banca d'Italia vi era un palazzo che la città concesse a disposizione (ad appannaggio) di Eugenio Napoleone e dei suoi eredi.
via Appennini
Rioni Pinocchio, Fornatto, Borghetto e Pontelungo; da via Madonnetta all'incrocio di Candia. Atto consiliare n. 744 del 10/12/70 Pref n. 41016/3 del 5/2/71.
catena montuosa con cui le Marche confinano ad ovest.
via degli Aranci
Rione Porto; da via della Loggia a piazza del Plebiscito.
nel retro del Teatro delle Muse, quando in piazza del Plebiscito si svolgeva il mercato settimanale, in questo vicolo si concentravano i venditori di arance.
via Arcevia
Rione Scrima; da via Ascoli Piceno a via Scrima.
comune della provincia di Ancona.
via Arrigo ed Alessandro Archibugi
Rione Adriatico; da via Pasubio a via Panoramica. Atto consiliare n. 208 del 6/4/1951 Pref n. 21825 dell'11/7/1951.
Alessandro (1829-1849) Archibugi e suo fratello Francesco partirono volontari in difesa della Repubblica Romana e morirono nel corso degli scontri con l'esercito francese; Francesco non è però ricordato nel titolo della via. Il loro nipote, Arrigo (1895-1918) medaglia d'argento al valor militare, pilota, morì durante la Prima guerra mondiale precipitando con il suo caccia.
piazza d'Armi
Rione Grazie; compresa tra via Colombo, via Torresi, via Maggini, via delle Palombare. Superficie 132 570 m².
Ampia piazza, vicino al distretto della Marina Militare, in cui si svolgevano solitamente le parate e le altre manifestazioni militari.
via dell'Artigianato
Rione Pinocchio; da via Barilatti a via delle Palombare. Atto consiliare n. 744 del 10/12/70 Pref n. 41016/3 del 5/2/71.
Nella zona detta Palombare, insieme a via dell'Agricoltura, via del Commercio e via dell'Industria.
via Ascoli Piceno
Rione Scrima e Posatora; da via Colombo a via Posatora. Atto consiliare n. 47 del 29/1/51 Pref n. 4081 del 17/2/51.
capoluogo di provincia marchigiano.
via Asiago
Rione Vittoria; da via Podgora a via Tagliamento. Atto consiliare n. 261 del 16/5/60 Pref n. 18395/2 dell'8/8/60.
comune in provincia di Vicenza, vicino al quale si trova l'Ossario del 1938 che raccoglie le spoglie dei caduti della prima guerra mondiale.
via Aso
Quartiere Torrette; da via Esino a via Ambro. Atto consiliare n. 429 del 14/7/69 Pref n. 24218/3.
fiume marchigiano
frazione Aspio
Atto consiliare n. 746 del 10/12/1970 Pref n. 41008/2 del 18/1/1971. Fino al 1971 divisa tra le frazioni di Montesicuro, Candia e Varano.
fiume, affluente del Musone. Nella zona sono presenti le terme. Da vedere la chiesa di San Giuseppe lavoratore del 1967.
via Astagno
Rione Capodimonte; da corso Garibaldi a piazza Sangallo.
Posta sul colle Astagno, uno dei colli su cui sorge Ancona. In passato era divisa tra via San Giovanni, nella parte alta, e via Lata, nella parte bassa, al confine del vecchio getto ebraico, concludeva in via del Calamo (oggi corso Mazzini). Da vedere la Sinagoga ebraica ed il convento di San Giovanni dei Frati Conventuali Minori.
via Antonio Giacinto Avvenati
Rione Rodi, da via del Conero a via Salmoni. Atto consiliare n. 232 del 19/5/1964 Pref n. 38684/3 del 2/12/1964.
(Faletto, 1809 - Torino, 1876) comandante della divisione cittadina nell'esercito di Enrico Cialdini; medaglia d'argento al valor militare.

## B

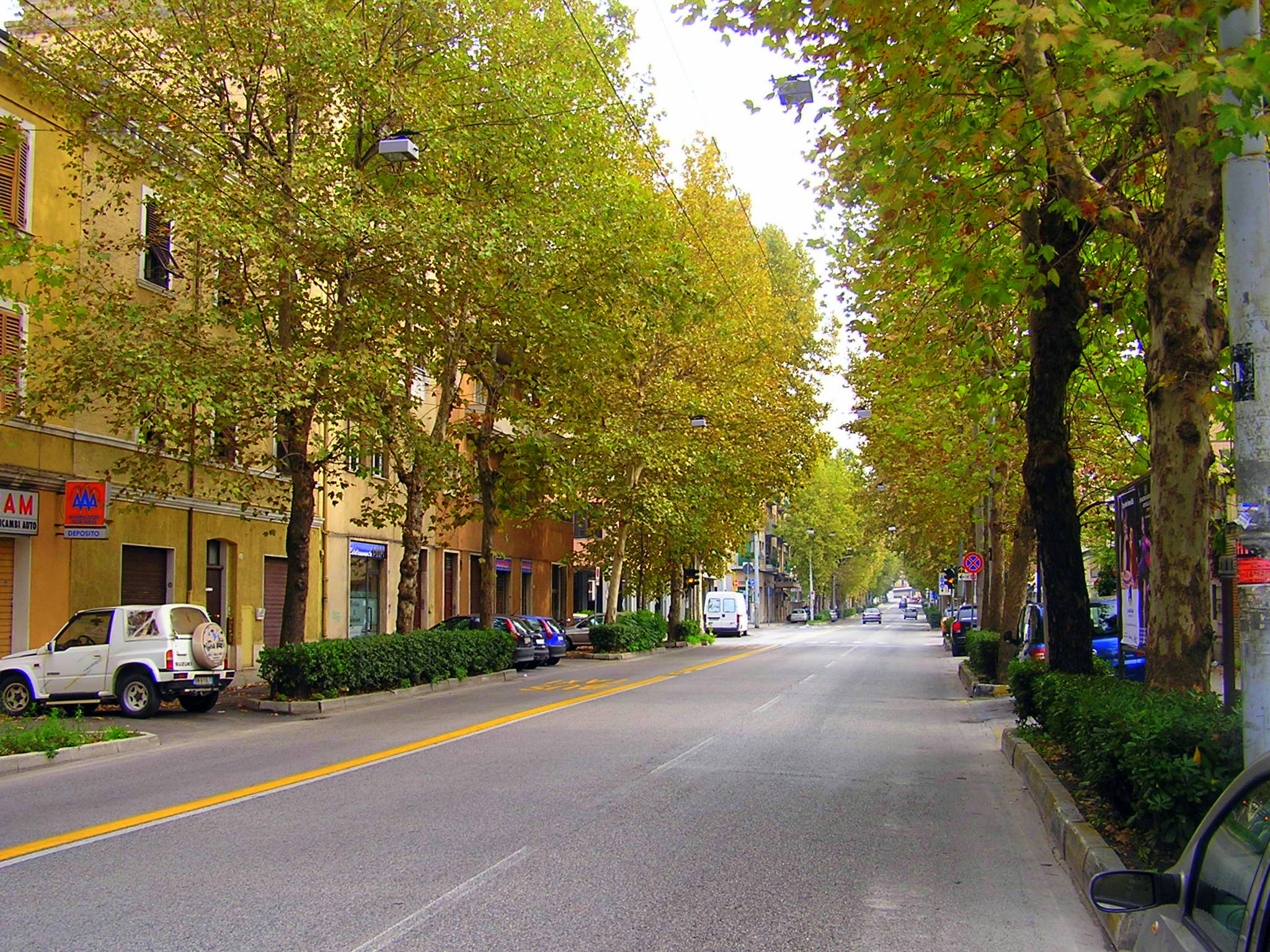
via Giordano Bruno

via Umberto Baccarani
Rioni Rodi e Santo Stefano; da via XXV Aprile a via Scandali. Atto commissariale n. 409 13/09/1968. Pref. n. 29202/3 del 22/11/1968.
(Ancona, 1873 - Ancona, 1954) primario e direttore sanitario dell'Ospedale civile di Ancona.
largo Vittorio Bachelet
Rione Cardeto. tra corso Mazzini e via Cardeto.
(Roma, 1926 - Roma, 1980) giurista, dirigente dell'Azione Cattolica, assassinato dalle Brigate Rosse.
via Bagno
Rione Capodimonte; da via Podesti al vicolo San Spiridione.
L'origine del nome è incerta, ma molto probabilmente deriva dalla presenza di un locale adibito al bagno rituale ebraico, essendo la via situata all'interno del vecchio recinto del ghetto.
via Bainsizza
Rione Passetto; da piazza IV Novembre a via Monte San Michele. Atto consiliare n. 407 del 28/10/197 Pref n. 24493/2 del 16/11/1957.
località vicino al fiume Isonzo dove si svolse un'importante battaglia durante la seconda guerra mondiale.
via Emilio Baldassari
Rione Passetto; da via Santa Margherita a via Santa Margherita. Atto consiliare n. 351 del 12/07/1962 Pref. n. 24229/2 del 29/09/1962.
(Ancona, 1857 - Ancona, 1942) medico, fondatore dell'Ospedale pediatrico Salesi di Ancona
via Claudio Baldoni
Rione Plebiscito; da via Matteotti a via Volturno. Atto consiliare n. 429 del 14/07/69 Pref n. 24218/3. In passato era compresa in via Calatafimi.
(Ancona, 10 ottobre 1904 - Fiumicino, 2 luglio 1939) professore di diritto, medaglia d'argento al valor civile per aver perso la vita cercando di salvare un uomo che stava annegando.
via Francesco Baracca
Rione Adriatico; dal viale della Vittoria a via Monfalcone
(Lugo, 1888 - 19 giugno 1918) medaglia d'oro al valor militare, pilota morto in azione durante la prima guerra mondiale.
via Filippo Barattani
Rione Carlo Alberto; da corso Carlo Alberto a via De Gasperi
(Filottrano, 1825 - Ancona, 1900) poeta, drammaturgo ed insegnante, partecipò ai moti di liberazione del 1848.
via Francesco Barbieri
Rione Montirozzo; da via Raffaello Sanzio a via Tiziano. Atto consiliare n. 351 del 12/07/62. Pref. n. 24229/2 del 29/09/62.
(Cento, 8 febbraio 1591 - Bologna, 22 dicembre 1666), pittore detto Il Guercino.
via Barcaglione
Quartiere Torrette; da via Metauro al confine del comune di Falconara Marittima. Atto consiliare n. 261 del 16 maggio del 60. Pref. n. 18395/2 del 08/08/60.
via Leonida Barducci
Quartiere Collemarino; da piazzale Romita a via Leonardo da Vinci
brigadiere dei carabinieri fucilato dai nazisti il 26 settembre del 1943 a Sella Ciarelli (Rocca Santa Maria) insieme ai carabinieri Angelo Cianciosi e Settimio Annecchini, tutti della caserma di Pascellata di Valle Castellana.
via Domenico Barilari
Rione Capodimonte; da via Astagno a via Ad alto.
(Venezia, 3 febbraio 1840 - Ancona, 19 dicembre 1904) politico repubblicano, direttore del giornale Lucifero, deputato nel Parlamento italiano dal 1901. La casa dove abitava si trova in questa via.
via Achille Barilatti
Quartiere Pinocchio; da via Maggini a via Palombare. Atto commissariale n. 411 del 13/03/68. Pref n. 9457/3 dell'11/07/68.
(Ancona, 1921 - Muccia, 1944) partigiano durante la seconda guerra mondiale.
via Luigi Bartolini
Rione Pietralacroce; da via Pietralacroce a via della Ferrovia. Atto consiliare n. 25 del 27/01/75. Pref. n. 4553/3 del 27/02/75.
(Cupramontana, 8 febbraio 1892 - Roma, 16 maggio 1963) scrittore e scultore impressionista.
via Bartolo da Sassoferrato
Quartiere Tavernelle; da via Tavernelle alla strada del Castellano. Atto consiliare n. 232 del 19/05/64. Pref. n. 38684/3 del 02/12/64.
(Sassoferrato, 1314 - Perugia, 13 luglio 1357) famoso giurista.
piazzale Giuseppe Bartolucci
Frazione Poggio, davanti alla chiesa di San Biagio. Atto consiliare n° 127 del 13 marzo 2003.
(Ancona, 24 aprile 1947 - 1º novembre 2000) scrittore, lavora molto in Sudamerica come esponente della cultura italiana. Premiato con la medaglia d'oro dall'Istituto nazionale di cultura del Perù e medaglia d'argento per meriti culturali dal comune di Ancona.
piazza Ugo Bassi
Quartiere del Piano, compresa tra corso Carlo Alberto, via Giordano Bruno, via Scrima, via Carlo Colombo, via Grazie e via Torresi.
(Cento, 12 agosto 1801 – Bologna, 8 agosto 1849) patriota del Risorgimento e religioso.
via Cesare Battisti
Rione Adriatico, da via Trieste a via Panoramica. Atto consiliare n. 208 del 06/04/51. Pref. n. 21825. dell'11/07/51.
(Trento, 4 febbraio 1875 – Trento, 12 luglio 1916) giornalista, politico e irredentista italiano
via Beccheria
Rione Plebiscito, da piazza del Plebiscito a corso Mazzini. In precedenza era chiamata via del Giglio.
Anticamente vi si affacciavano molti negozi di genere alimentari (beccai).
largo Belvedere
Rione San Pietro, tra via Oddo di Biagio e via Palermo Giangiacomi.
Punto panoramico.
via Benincasa
Rione Plebiscito, da corso Garibaldi a corso Mazzini.
Antica famiglia anconetana che ha donato alla città anche la biblioteca comunale Luciano Benincasa.
via Paolo Bentivoglio
Rione Valle Miano, da via Miano a piazzale Bovio. :Atto consiliare n. 745 del 10/12/70.
(1894 - 1965) presidente per venti anni dell'Unione Italiana Ciechi.
via Lazzaro Bernabei
Rione San Pietro, da via Pizzecolli a via Matteotti. Atto consiliare n. 208 del 06/04/51. Pref n. 21825 dell'11/07/51. In precedenza era chiamata via Nembrini.
(Ancona, 1430 - 1499) storico, giurista e scrittore
via Rodolfo Berti
Rione Palombella, traversa di via Flaminia. Atto consiliare n. 351 del 12/07/62. Pref n. 24229/2 del 29/09/62.
(1858 - 1911) chirurgo, fondatore della Croce gialla.
via Ugo Betti
Frazione Passo Varano. Atto consiliare n° 292 del 28/05/2002.
(Camerino, 4 febbraio 1892 – Roma, 9 giugno 1953) poeta e drammaturgo
largo Michele Gustavo Bevilacqua
Rione Rodi, da via Giannelli alla galleria del Risorgimento. Atto consiliare n. 261 del 16/05/60. Pref. n. 18395/2 del 08/08/60.
(Ancona, 1790 - 4 gennaio 1857) nel 1822 fondò il corpo dei pompieri di Ancona che nel 1848 si fuse con la Guardia Nazionale. Nel 1849 fu al comando dei suoi uomini durante l'assedio degli austriaci.
via Bezzecca
Rione Santo Stefano, da via Santo Stefano a via San Marcellino. Atto consiliare n. 352 del 01/08/58. Pref. n. 27617/2 del 20/08/59.
via Emilio Bianchi
Rione Adriatico, da Via Maratta a Via Podgora. Atto consiliare n. 208 del 06/04/51. Pref. n. 21825 dell'11/07/51.
(Ancona, 1882 - 1917) medaglia d'oro durante la prima guerra mondiale
via Roberto Bianchi
Quartiere Ponte Rosso, da via Filonzi a via Flavia. Atto consiliare n° 127 del 13 marzo 2003.
(Ancona, 12 luglio 1906 - 30 maggio 1993) imprenditore e Commendatore al merito della Repubblica
via Giuseppe Birarelli
Rione San Pietro, da via Fanti a via del Guasco. Atto consiliare n. 208 del 06/04/51. Pref. n. 21825 dell'11/07/51. In precedenza era chiamata via di Santa Palazia.
(Ostra, 1810 - 29 dicembre 1887) sacerdote e fondatore dell'Istituto del Buon Pastore.
via Sanzio Blasi
Rione Posatora, da via del Fornetto a via della Grotta. Atto consiliare n. 323 del 18/5/2000.
(Ancona, 24 febbraio 1895 – Ancona, 22 agosto 1972) scultore
via Alessandro Bocconi
Rione Vallemiano, dal piazzale della Libertà a via della Ferrovia. Atto consiliare n. 430 del 14/07/69. Pref. n. 7221/3 del 25/03/70.
(Ancona, 9 novembre 1873 – Roma, 23 agosto 1960) avvocato e politico
via Bompiano
Rione Torrette, da via Grotte a via Tronto. Atto consiliare n. 429 del 14/07/69. Pref. n. 24218/3.
Vecchia denominazione della località ove sorge la via.
vicolo Bonarelli
Rione San Pietro, da via Pizzecolli a via Matas (via pedonale a gradini originariamente detto Volto Bonarelli). Atto consiliare n. 351 del 12/7/1962.
Nobile famiglia tra le più antiche di ancona
via Boncompagno
Rione Plebiscito, da via della Pescheria a via della Beccheria. Atto consiliare n. 261 del 16/05/60. Pref. n. 18395/2 del 08/08/60.
(Signa, 1170 - Firenze, 1240) storiografo e letterato, scrisse un trattato sull'assedio del 1173 alla città
via Bonda
Rione Porto, da via della Loggia a piazza del Plebiscito.
Antica famiglia anconetana
largo borgo Pio
Rione Archi, da via Marconi a via Fornaci comunali. Atto consiliare n. 407 del 28/10/57. Pref. n. 24493/2 del 16/11/57.
La denominazione risale al periodo di dominio pontificio quando questo luogo era dedicato a papa Pio VII
via Giuseppe Bornaccini
Rione Grazie, da via della Montagnola a via Moroder. Atto commissariale n. 411 del 13/03/68. Pref. n. 9457/3 dell'11/07/68.
(1802 - 1881) musicista e professore, fu direttore del Teatro delle Muse
via Paolo Borsellino
Rione Ponterosso, da via Primo Maggio a via Flavia. Delibera n. 1402 del 29 dicembre 1998.
(Palermo, 19 gennaio 1940 – Palermo, 19 luglio 1992) magistrato, vittima della mafia
via don Giovanni Bosco
Rione Piano San Lazzaro, da corso Carlo Alberto a via Giordano Bruno.
(Castelnuovo d'Asti, 16 agosto 1815 – Torino, 31 gennaio 1888) santo, fondatore delle congregazioni dei Salesiani
piazzale Giovanni Bovio
Rione Vallemiano, da via Valle Miano a via Paolucci. Atto consiliare n. 135 del 05/03/54.
(Trani, 6 febbraio 1837 – Napoli, 15 aprile 1903) filosofo e politico
via Donato Bramante
Rione Vallemiano, da via XXV Aprile a via Scandali. Atto consiliare n. 744 del 10/12/70. Pref. n. 41016/3 del 05/02/71.
(Fermignano, 1444[1] – Roma, 11 aprile 1514) architetto e pittore rinascimentale
via Brecce Bianche
Rione Brecce Bianche, da via Tavernelle a via Caduti del Lavoro. Atto consiliare n. 261 del 16/05/60. Pref. n. 18395/2 del 08/08/60.
Principale asse viario del quartiere omonimo.
via Giacomo Brodolini
Rione Posatora, da via Ascoli Piceno a via Posatora. Atto consiliare n. 745 de 10/12/70.
(Recanati, 19 luglio 1920 – Zurigo, 11 luglio 1969) sindacalista e politico
largo don Alighiero Brunelli
Frazione Casine di Paterno. Atto consiliare n. 292 del 28/05/2002.
(Agugliano, 2 novembre 1919 - 23 ottobre 1999) sacerdote
via Giordano Bruno
Rione Piano San Lazzaro, da via Marconi a piazza Ugo Bassi. Atto consiliare n. 208 del 06/04/51. Pref. n. 21825 dell'11/07/51.
(Nola, 1548 – Roma, 17 febbraio 1600) filosofo e frate domenicano
via Maurizio Bufalini
Rione Collemarino, da via Calzecchi Onesti a via Tamburini. Atto consiliare n. 261 del 16/05/60. Pref. n. 18395/2 del 08/08/60.
(Cesena, 4 giugno 1787 – Firenze, 31 marzo 1875) medico
via Michelangelo Buonarroti
Rione Vallemiano, da via XXV Aprile a via Tiziano-via Verdi. Atto commissariale n. 411 del 13/03/68. Pref. n. 9457/3 dell'11/07/68.
(Caprese Michelangelo, 6 marzo 1475 – Roma, 18 febbraio 1564) scultore, pittore e architetto
via Bruno Buozzi
Zona Baraccola, inizia da via I Maggio. Atto consiliare n. 527 del 06/04/82.
(Pontelagoscuro, 31 gennaio 1881 – Roma, 4 giugno 1944) sindacalista e politico

## C

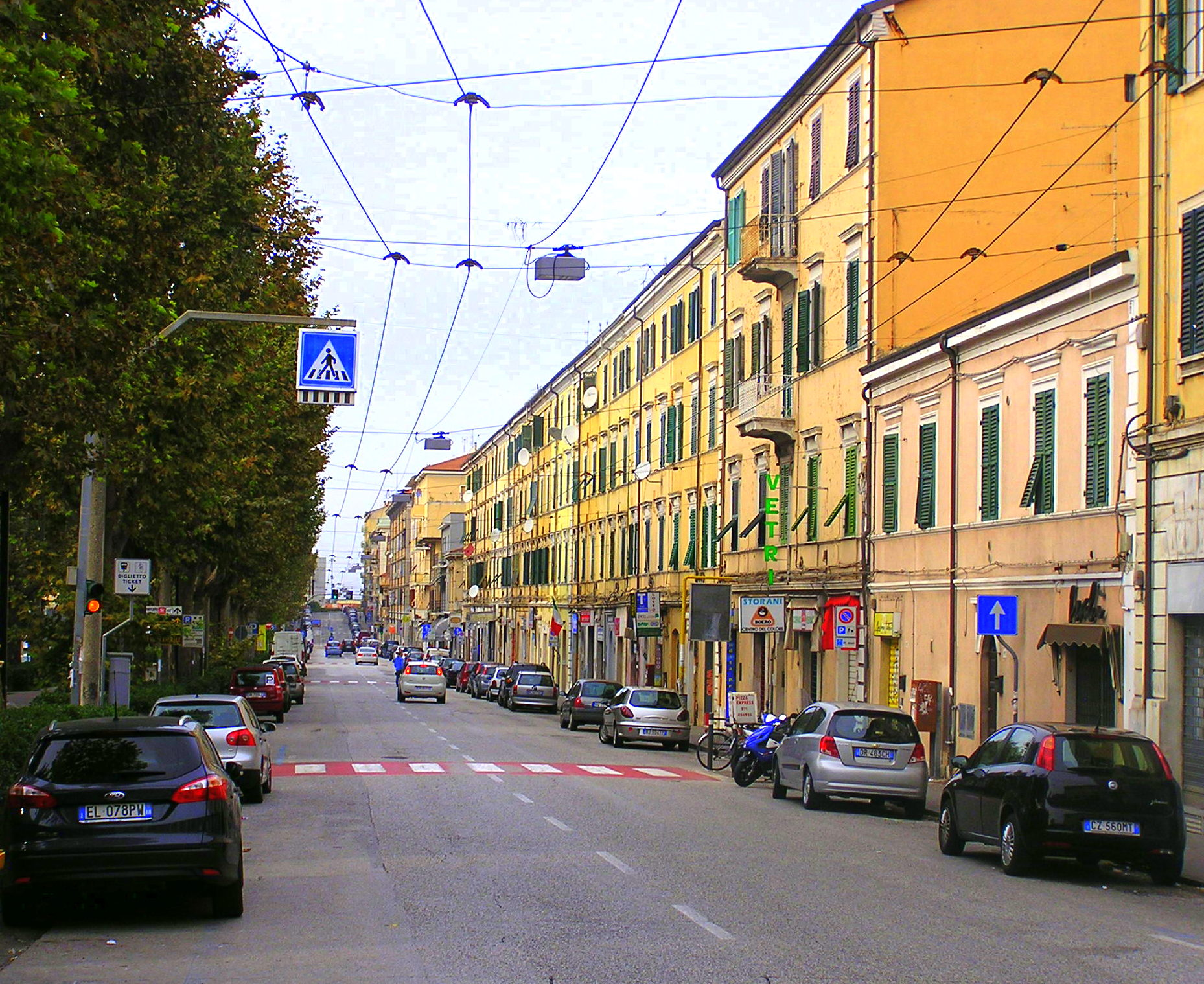
corso Carlo Alberto

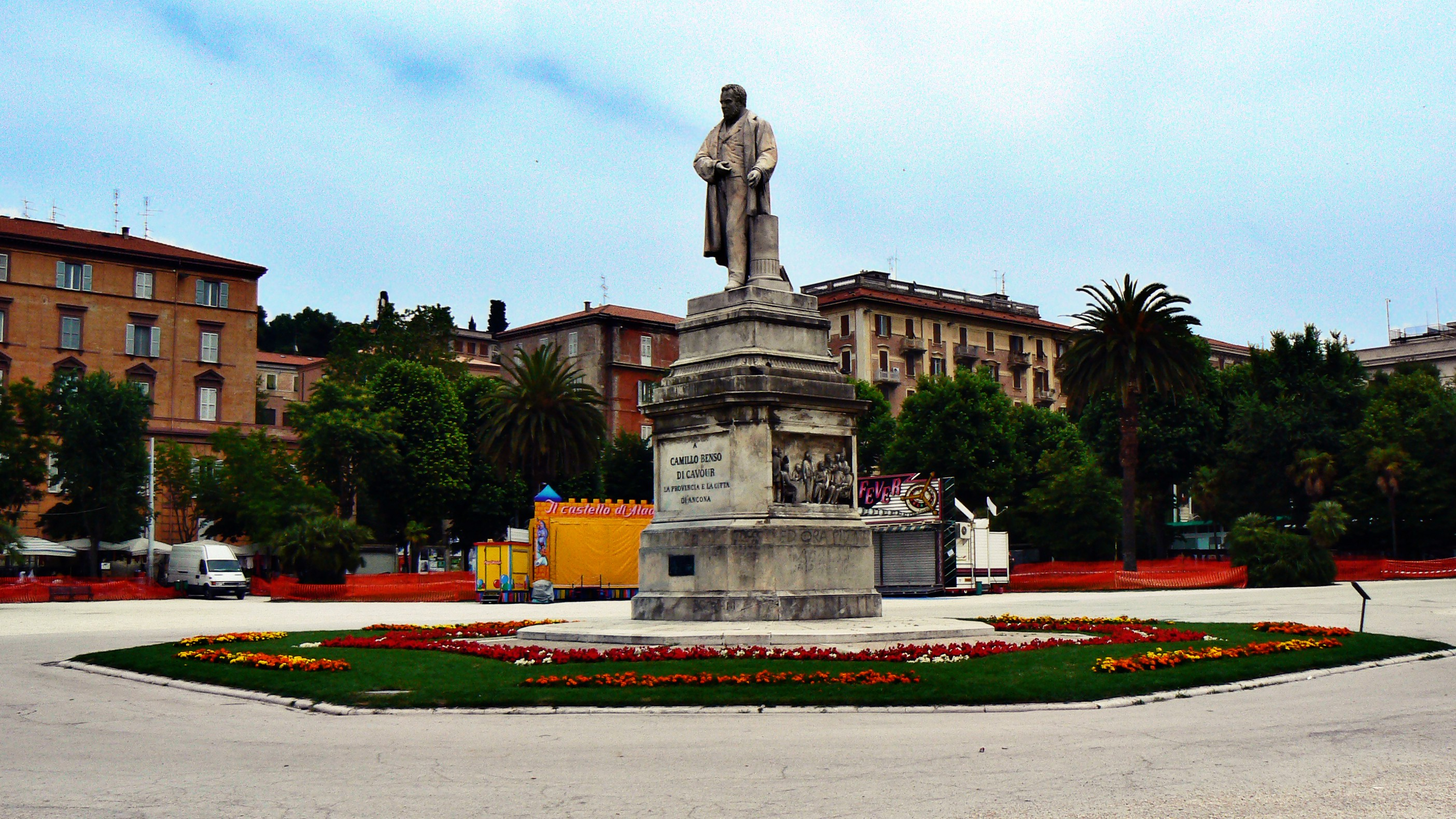
Piazza Cavour

via Cadore
Rione Adriatico, da via C. Franceschi Ferrucci a via Panoramica. Atto consiliare n. 208 del 6/4/51 Pref. n. 21825 dell'11/7/51.
territorio storico italiano
via Luigi Cadorna
Rione Vittoria, dal viale della Vittoria a corso Amendola.
(Pallanza, 4 settembre 1850 – Bordighera, 21 dicembre 1928) generale e politico
via Caduti del Lavoro
Zona Baraccola, da via Vecchia del Pinocchio a via Pastore. Deliberazione consiliare n. 527 del 5/4/1982.
largo Caduti sul Mare
Rione Archi, area circostante l'arco di Porta Pia delimitata dalla fine di via XXIX Settembre e dall'inizio di via Marconi. Deliberazione consiliare n. 985 del 28/6/1982.
via Corrado Cagli
Rione Pietralacroce, da via Fratelli Zuccari.
(Ancona, 23 febbraio 1910 – Roma, 1976) pittore
via Calatafimi
Rione Vittoria, da piazza Cavour a via Elia.
via Temistocle Calzecchi Onesti
Rione Collemarino, da piazza Galileo Galilei a piazzale Righi. Atto consiliare n. 261 del 16/5/60 Pref n. 18395/2 dell'8/8/60.
(Lapedona, 14 dicembre 1853 – Monterubbiano, 22 novembre 1922) fisico e inventore
via Livio Cambi
Quartiere Ponterosso, da via Flavia. Deliberazione consiliare n. 2128 del 2/12/1985.
(Ancona, 14 giugno 1885 – Guastalla, 14 agosto 1968) chimico
via Camerano
Rione Grazie, traversa di via Torresi. Atto consiliare n. 135 del 5/3/54.
via Eugenio Salomone Camerini
Rione Vittoria, da piazza Cavour a via Palestro. Atto consiliare n. 208 del 6/4/51 Pref n. 21825 dell'11/7/51.
(Ancona, 1811 - 1875) critico e letterato, tra i suoi pseudonimi Carlo Teoli e Giulio Antimaco.
piazzale Camerino
Rione Scrima, compreso fra via Scrima e via Civitanova. Atto consiliare n. 208 del 6/4/51 Pref n. 21825 dell'11/7/51.
vicolo del Campetto
Rione Capodimonte, da via Astagno a via Podesti.
distrutto durante i bombardamenti della seconda guerra mondiale.
via Canale
Rione Santo Stefano, da via Circonvallazione a via Martiri della Resistenza.
attraversa il piccolo canale Miano.
via Capodistria
Rione Piano San Lazzaro, da via Urbino a via Giordano Bruno. Atto consiliare n. 407 del 28/10/57 Pref n. 24493/2 del 16/11/57.
largo Lorenzo Cappelli
Rione Adriatico-Vittoria, fra corso Amendola, via Matteotti e via Fazioli.
(Mercato Saraceno, 1870 - 1949) medico chirurgo, primario dell'Ospedale Civile Umberto I.
via dei Cappuccini
Rione Grazie, da via della Montagnola a via Fermo. Atto consiliare n. 208 del 6/4/51 Pref n. 21825 dell'11/7/51.
vi si trova un convento ed una chiesa appartenerti all'Ordine.
via Cardeto
Rione San Pietro-Plebiscito, da corso Mazzini alla caserma Villarey.
uno dei colli di Ancona su cui si estende l'omonimo parco
via Giosuè Carducci
Rione Plebiscito, da via Matteotti a piazza Roma.
(Valdicastello, 27 luglio 1835 – Bologna, 16 febbraio 1907) poeta e scrittore
corso Carlo Alberto
Rione Piano San Lazzaro, da piazzale Italia a piazza Ugo Bassi.
(Torino, 2 ottobre 1798 – Oporto, 28 luglio 1849) Re di Sardegna, concesse lo Statuto albertino
strada del Carmine
Rione Borghetto-Torrette, da strada della Grotta a strada della Lodola. Atto consiliare n. 261 del 16/5/60 Pref. n. 18395/2 dell'8/8/60.
dedicata alla Madonna del Carmine
via Alfredo Bartolomei Cartocci
Rione Pinocchio, da via Maggini a via Barilatti. Atto commissariale n. 411 del 13/9/68 Pref. n. 29201 del 22/11/68.
(Ancona, 1911 - 1943) martire della Resistenza italiana
largo Giacomo Casanova
compreso tra piazza da San Gallo, via Circonvallazione e via Raffaello Sanzio. Delibera n. 323 del 18/5/2000.
(Venezia, 2 aprile 1725 – Duchcov, 4 giugno 1798) avventuriero e scrittore
via Castelfidardo
Rione Plebiscito-Santo Stefano, da corso Mazzini a piazza Stamira.
strada del Castellano
Rione Tavernelle, da via delle Tavernelle alla frazione di Montacuto.
vi si affaccia un piccolo castello
via della Catena
Rione Porto, da via Pizzecolli a piazza Santa Maria.
una catena impediva il transito verso il palazzo della Prefettura
via Alberto Caucci
Rione Pietralacroce, da via della Pergola a via Selandari. Atto consiliare n. 745 del 10/12/70.
(1890 - 1966) primario e direttore dell'ospedale pediatrico "Salesi", medaglia d'oro al merito sanitario della Repubblica
via delle Cavorchie
Rione San Pietro-Plebiscito, da via Matteotti a via Goito.
Anticamente vi si affacciavano molti negozi di cordari e la cavorchia era un loro tipico strumento di lavoro
piazza Cavour
Rione Plebiscito-Vittoria-Santo Stefano, compresa fra corso Mazzini, corso Garibaldi, corso Stamira, via Simeoni, piazza XXIV Maggio e via Calatafimi.
una delle principali piazze della città.
via Angelo Celli
Rione Collemarino, da via Volta a via Redi.
(Cagli, 25 marzo 1857 – Monza, 2 novembre 1914) medico
via fratelli Cervi
Rione Montirozzo-Valle Miano, da piazzale Europa a via Circonvallazione.
patrioti e martiri della Resistenza italiana
via Cesano
da via Esino a via Colle Ameno.
via Chiaravalle
Rione Scrima, da via Ascoli Piceno a via Pesaro. Atto consiliare n. 47 del 29/1/51 Pref. n. 4081 del 17/2/51.
via Chienti
Rione Torrette, da via Musone a via Esino. Atto consiliare n. 352 del 1/8/58 Pref. n. 27617/2 del 20/8/58.
via Damiano Chiesa
Rione Adriatico-Vittoria, da viale della Vittoria a via Monte Grappa.
(Rovereto, 24 maggio 1894 – Trento, 19 maggio 1916) militare, irredentista
via Enrico Cialdini
Rione Capodimonte, da piazza Kennedy a piazza Da Sangallo.
(Castelvetro di Modena, 8 agosto 1811 – Livorno, 8 settembre 1892) generale e politico, guidò la battaglia di Castelfidardo
via Francesco Ciaraffoni
Rione Pietralacroce, da via Pietralacroce. Atto consiliare n. 429 del 14/7/69 Pref. n. 24218/3.
(Fano, 11 maggio 1720 – Ancona, 3 febbraio 1802) architetto e pittore, progetto molti edifici della città
via Carisio Ciavarini
Rione Grazie, da via Torresi a via Bornaccini. Atto consiliare n. 351 del 12/7/62 Pref. n. 24229/2 del 29/9/62.
(Orciano di Pesaro, 20 ottobre 1837 – Montemaggiore al Metauro, 17 agosto 1905) insegnante, archivista e archeologo
via Roberto Cimetta
Quartiere di Passo Varano, da via Passo Varano a via Volponi. Atto consiliare n° 292 del 28 maggio 2002.
(Udine, 13 febbraio 1949 - Ancona, 23 settembre 1988) attore e regista teatrale
via Carlo Cingolani
Frazione Collemarino, da via Alessandro Volta a via delle Ville.
(1919 - 1996) fotografo e volontario alla Croce gialla
via Cingoli
Rione Grazie, traversa di via delle Grazie. Atto consiliare n. 261 del 16/5/60 Pref. n. 18395/2 dell'8/8/60.
via Leonello Cipolloni
Rione Pinocchio-Palombare, intersezione di via Emendabili. Delibera n. 323 del 18/5/2000.
(Ancona, 18 settembre 1914 - 27 gennaio 2000) architetto ed artista, progetto molti edifici della città tra cui "La tazza d'oro".
via Circonvallazione
Rione Rodi-Santo Stefano-Montirozzo-Valle Miano, da via Sanzio a via Rodi.
via Cittadella
Rione Capodimonte, da piazza da Sangallo agli edifici della Cittadella.
via Civitanova
Rione Scrima, da piazzale Camerino a via Lamaticci. Atto consiliare n. 208 del 6/4/51 Pref. n. 21825 dell'11/7/51.
via Colle Ameno
Rione Colle Ameno-Torrette, da via Flaminia a Colle Ameno e di nuovo a via Flaminia. Atto consiliare n. 261 del 16/5/60 Pref. n. 18395/2 dell'8/8/60.
via Colle Verde
Rione Grazie-Tavernelle, da via delle Grazie a strada del Castellano. Atto consiliare n. 407 del 28/10/57 Pref. n. 24493/2 del 16/11/57.
via Carlo Collodi
Rione Pinocchio, da via Madonnetta a via Pontelungo. Atto consiliare n. 232 del 19/5/64 Pref. n. 38684/3 del 2/12/64.
(Firenze, 24 novembre 1826 – Firenze, 26 ottobre 1890) scrittore e giornalista, autore di Pinocchio
viale Cristoforo Colombo
Rione Scrima-Grazie, da piazza Ugo Bassi a via Maggini, via delle Palombare.
(Genova, 1451 – Valladolid, 20 maggio 1506) esploratore e navigatore
via del Commercio
Rione Pinocchio, da via Barilatti a via Pezzotti. Atto consiliare n. 744 del 10/12/70 Pref. n. 41016/3 del 5/2/71.
Nella zona detta Palombare, insieme a via dell'Agricoltura, via dell'Artiginato e via dell'Industria.
via Conca
Rione Torrette, da via Flaminia a via Metauro. Atto consiliare n. 300 del 9/5/66 Pref. n. 26486/3 del 24/10/69.
via del Conero
Rione Passetto-Rodi-Pietralacroce, da via Tagliamento alla frazione Montacuto. Atto consiliare n. 429 del 14/7/69 Pref. n. 24218/3 - atto consiliare n. 744 del 10/12/70 Pref. n. 41016/3 del 5/2/71.
formazione montuosa che caratterizza la costa cittadina e su cui si estende l'omonimo parco.
via Giovanni Conti
Zona Baraccola, da via Brecce Bianche. Deliberazione consiliare n. 527 del 5/4/1982.
(Montegranaro, 17 novembre 1882 – Roma, 11 marzo 1957) avvocato e politico, fu vicepresidente dell'Assemblea Costituente.
via Corinaldo
Rione Grazie, da via delle Grazie a via Cingoli. Atto consiliare n. 261 del 16/5/60 Pref. n. 18395/2 dell'8/8/60.
via Filippo Corridoni
Rione Adriatico-Vittoria, da via Trieste a via Monte Grappa.
(Pausula, 19 agosto 1887 – San Martino del Carso, 23 ottobre 1915) sindacalista, militare ed intellettuale; diede il nome all'attuale Corridonia
via Andrea Costa
Rione Grazie, da via Moroder a via Antinori. Atto consiliare n. 429 del 14/7/69 Pref. n. 24218/3.
(Imola, 30 novembre 1851 – Imola, 19 gennaio 1910) politico, considerato tra i fondatori del socialismo italiano
via Enea Costantini
Rione Palombina, traversa di via Flaminia. Atto consiliare n. 300 del 9/5/66 Pref. n. 26486/3 del 24/10/69.
(1846 - 1929) scrittore e giurista
via Carlo Crivelli
Rione Montirozzo, da via Sanzio a via Tiziano. Atto consiliare n. 351 del 12/7/62.
(Venezia, 1430/1435 – Ascoli Piceno, 1494/1495) pittore
via Benedetto Croce
Rione Tavernelle, da via Colleverde all'incrocio di via Gioberti con via Bartolo da Sassoferrato. Atto consiliare n. 25 del 27/1/1975 cc. ss. n. 4553/3 del 27/2/1975.
(Pescasseroli, 25 febbraio 1866 – Napoli, 20 novembre 1952) filosofo, storico, scrittore e politico
via del Crocifisso
Rione Archi, da via Marconi a via Vasari. Atto consiliare n. 407 del 28/10/57 Pref. n. 24493/2 del 16/11/57.
conduce alla chiesa del Santissimo Crocifisso
via Giovanni Crocioni
Quartiere Ponterosso, da via Brecce Bianche a via Maestri del Lavoro. Deliberazione consiliare n. 2128 del 2/12/1985.
(Arcevia, 5 ottobre 1870 - Reggio Emilia, 22 giugno 1954) storico e letterato
via la Cupa
Rione Santo Stefano, da via Curtatone a via Vittorio Veneto.
così denominata perché era incanalata e molto ombreggiata da fitta vegetazione.
via Cupa di Posatora
Rione Scrima-Pinocchio-Fornetto-Posatora, da via Ascoli Piceno a strada del Fornetto. Atto consiliare n. 261 del 16/5/60 Pref. n. 18395/2 dell'8/8/60.
vecchio sentiero di campagna nel Rione Posatora nascosto dalla vegetazione.
via Cupramontana
Rione Grazie, da via delle Grazie a via Corinaldo. Atto consiliare n. 261 del 16/5/60 Pref. n. 18395/2 dell'8/8/60.
largo Eugenio Curiel
Rione Plebiscito-Vittoria, fra via Elia a via Matteotti. Atto consiliare n. 429 del 14/7/69 Pref. n. 24218/3.
(Trieste, 11 dicembre 1912 – Milano, 24 febbraio 1945) partigiano e fisico
via Curtatone
Rione Santo Stefano, parallela di via Montebello

## D

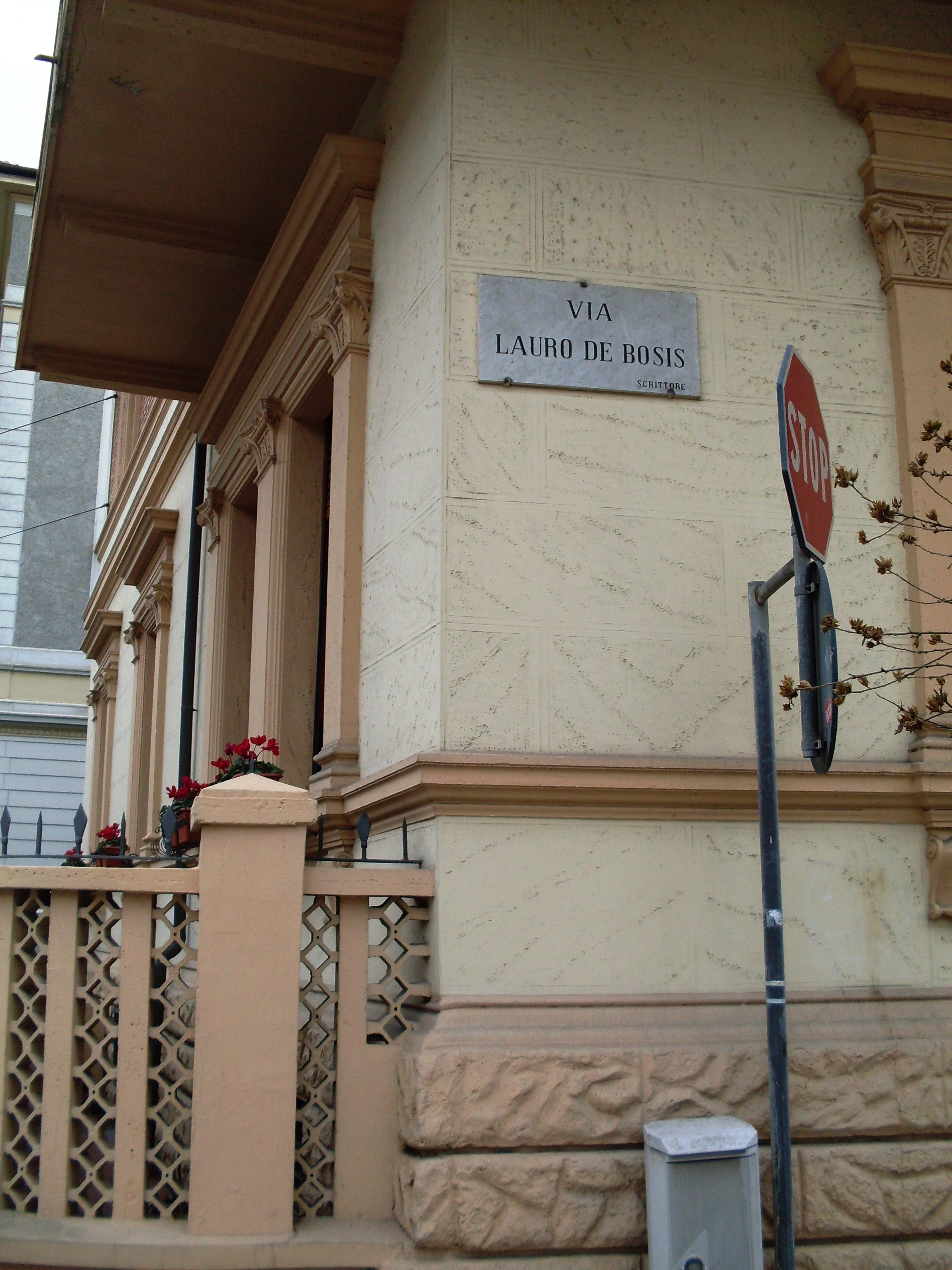
via De Bosis

piazza Salvo D'Acquisto
Quartiere Ponterosso, compresa tra via Flavia e via Russi.
(Napoli, 15 ottobre 1920 – Torre di Palidoro, 23 settembre 1943) carabiniere medaglia d'oro al valor militare.
banchina Giovanni Da Chio
Rione Porto, dallo scalo Vittorio Emanuele a porta Pia.
sacerdote, eroe anconetano durante l'assedio alla città del 1175 da parte di Federico Barbarossa, quando taglio le gomene della nave ammiraglia Totus Mundus.
piazza Antonio Da Sangallo
Rione Capodimonte, compresa tra via Astagno, via Cialdini, via Sanzio. Atto consiliare n. 261 del 16/5/60 Pref. n. 18395/2 dell'8/8/60. In precedenza era denominata piazza del Forte.
(Firenze, 12 aprile 1484 – Terni, 3 agosto 1546) architetto, progettò la Cittadella di Ancona
viale Leonardo Da Vinci
Rione Collemarino, da piazzale Romita a piazza Galilei. Atto consiliare n. 261 del 16/5/60 Pref. n. 18395/2 dell'8/8/60.
(Vinci, 15 aprile 1452 – Amboise, 2 maggio 1519) artista e scienziato
via Dalmazia
Rione Piano San Lazzaro, da via Marconi a via Pesaro.
via Lauro De Bosis
Rione Vittoria, da via Piave a piazza Don Minzioni. In precedenza era denominata via Francesco Crispi.
(Roma, dicembre 1901 – mar Tirreno, 3 ottobre 1931) scrittore ed intellettuale antifascista
via Gino De Dominicis
Quartiere Palombare, traversa di via Amurri. Delibera n. 323 del 18 maggio 2000.
(Ancona, 1º aprile 1947 – Roma, 29 novembre 1998) artista discusso e controverso
via Alcide De Gasperi
Rione Archi-Montirozzo, da piazzale Italia a piazzale Europa. Atto consiliare n. 252 del 1/8/58 Pref. n. 27617/2 del 20/8/59.
(Pieve Tesino, 3 aprile 1881 – Borgo Valsugana, 19 agosto 1954) politico, considerato fra i padri della Repubblica italiana ed dell'Unione Europea
via Raffaele Della Pergola
Rione Passetto-Pietralacroce, da via Santa Margherita a via del Conero. Atto consiliare n. 232 del 19/5/64 Pref. n. 38684/3 del 2/12/64.
(Ancona, 1879 - Ancona, 27 luglio 1925) medico, primo presidente della Società di educazione fisica Stamura.
via Oddo Di Biagio
Rione San Pietro, da via Goito a via Fanti. Atto consiliare n. 261 del 16/5/60 Pref. n. 18395/2 dell'8/8/60.
(1330 - 1392) giurista, ricoprì molti incarichi di rilevanza nell'amministrazione della Repubblica di Ancona
via Alfredo Di Cocco
Rione Adriatico, da via Rismondo a via Panoramica. Atto consiliare n. 261 del 16/5/60 Pref. n. 18395/2 dell'8/8/60.
(Popoli, 1º giugno 1885 - 18 novembre 1917) militare, medaglia d'oro al valore militare
via Osvaldo Di Tullio
Zona Montirozzo, traversa di via Marchetti. Delibera n. 323 del 18/5/2000.
(15 maggio 1908 - Ancona, 9 febbraio 1978) giornalista
via Giuseppe Di Vittorio
Zona Baraccola, da via Buozzi a via Zuccarini. Deliberazione consiliare n. 527 del 5/4/1982.
(Cerignola, 11 agosto 1892 – Lecco, 3 novembre 1957) politico e sindacalista
piazza Armando Diaz
Rione Vittoria, compresa tra il viale della Vittoria, via Filzi, via Trento e via Battisti.
(Mercato San Severino, 5 dicembre 1861 – Roma, 29 febbraio 1928) capo di Stato Maggiore e ministro della guerra
largo Dogana
Rione Porto, da piazza Santa Maria a lungomare Vanvitelli.
via Donatori di sangue
Rione Santo Stefano, da via Curtatone a via Montebello.
piazzale del Duomo
Rione Porto, alla fine di via Giovanni XXIII
via Lamberto Duranti
Rione Adriatico, da via Panoramica a via Di Cocco.
(1890-1915) giornalista e militare

## E
via Luigi Einaudi
Zona industriale portuale, dal molo Sud a via Mattei. Atto consiliare n. 300 del 9/5/66 Pref. n. 26486/3 del 24/10/69.
(Carrù, 24 marzo 1874 – Roma, 30 ottobre 1961) Presidente della Repubblica italiana
via Augusto Elia
Rione Plebiscito, Vittoria, da via Cardeto a via Tre Cantoni. Atto consiliare n. 208 del 6/4/51 Pref. n. 21825 dell'11/7/51. In precedenza denominata via San Cosma.
(Ancona, 4 settembre 1829 – Roma, 9 febbraio 1919) militare e politico
via Galileo Emendabili
Rione Palombare, Traversa di via Amurri. Atto consiliare n. 323 del 18/5/2000.
(Ancona, 8 maggio 1898 - San Paolo del Brasile, 14 gennaio 1974) intagliatore e scultore
via Franco Enriquez
Quartiere Passo Varano, traversa di via Ave Ninchi. Atto consiliare n° 292 del 28 maggio 2002.
(Firenze, 20 novembre 1927 – Ancona, agosto 1980) regista teatrale
piazza delle Erbe
Rione Plebiscito, compresa fra corso Mazzini, via Marsala, via Magenta e via Carducci.:
vi si svolge il mercato di prodotti ortofrutticoli
via Esino
Rione Torrette-Colle Ameno, dalla strada di Colle Ameno alla strada della Grotta. Atto consiliare n. 352 del 1/8/58 Pref. n. 27617/2 del 20/8/59.
via Ete
Rione Torrette, da via Esino a via Tronto. Atto consiliare n. 429 del 14/7/69 Pref. n. 24218/3.
piazzale Europa
Rione Montirozzo-Valle Miano, all'incrocio di via De Gasperi, via della Ricostruzione e via Martiri della Resistenza.
a recepimento dell'invito dell'Assemblea Consultiva del Consiglio d'Europa che, nel corso della nona sessione svoltasi a Strasburgo dal 16 al 30 ottobre 1957, chiedeva di denominare "Europa" un luogo o edificio di tutte le città del continente
via Bartolomeo Eustachio
Rione Collemarino, da via Leonardo da Vinci a via Alessandro Volta. Atto consiliare n. 261 del 16/5/60 Pref. n. 18395/2 dell'8/8/60.
(San Severino Marche, ca. 1500 o 1514 – Fossombrone, 27 agosto 1574) medico ed anatomista

## F
via Fabriano
Rione Scrima, da via Falconara a via Arcevia. Atto consiliare n. 47 del 29/1/51 Pref. n. 4081 del 17/2/51.
via Falconara
Rione Scrima, da via Ascoli Piceno a via Pesaro. Atto consiliare n. 47 del 29/1/51 Pref. n. 4081 del 17/2/51.
via Fano
Rione Grazie, da via Macerata a via Paolucci. Atto consiliare n. 261 del 16/5/60 Pref. 18395/2 dell'8/8/60.
via Manfredo Fanti
Rione San Pietro, da via Bernabei a via dell'Ospizio. Atto consiliare n. 208 del 6/4/51 Pref. n. 21825 dell'11/7/51. In precedenza denominata via San Pietro.
(Carpi, 26 febbraio 1806 – Firenze, 5 aprile 1865) generale e politico, guidò la battaglia di Castelfidardo
via del Faro
Rione San Pietro, da via Fanti a via Giangiacomi. In precedenza denominata via Sant'Antonio e poi via delle Monache
la strada conduce al Faro vecchio e le prime informazioni risalgono al XV secolo; era presente un'abbazia intitolata a Sant'Abate ed attraversava porta Cipriana
via Michele Fazioli
Rione Vittoria, da largo Cappelli a via De Bosis.
(Ancona, 19 agosto 1819 – Ancona, 13 marzo 1904) politico; gonfaloniere e primo sindaco della città
piazza Enrico Fermi
Rione Collemarino, compresa tra piazza Galilei, piazzale Torricelli e via Tamburini. Atto consiliare n. 148 del 28/3/60 approvato dal Ministero degli Interni con nota 5069/15309/2 del 25/6/60.
(Roma, 29 settembre 1901 – Chicago, 28 novembre 1954) premio Nobel per la fisica
via Fermo
Rione Grazie, da via della Montagnola a via delle Grazie. Atto consiliare n. 208 del 6/4/51 Pref. n. 21825 dell'11/7/51.
largo Beato Gabriele Ferretti
Rione Capodimonte, compreso tra via Podesti, via Astagno, e piazza Da Sangallo.
(Ancona, 1385 – Ancona, 12 novembre 1456) compatrono della città.
via Gabriele Ferretti
Rione Porto-San Pietro, da piazza Stracca a piazza del Senato. In precedenza denominata via del Guasco.
(11 dicembre 1920 - 5 dicembre 1941) pilota, medaglia d'oro al valor militare
via della Ferrovia
Rione Pietralacroce-Valle Miano, da via Paolucci a via Pietralacroce. Atto consiliare n. 407 del 28/10/57 Pref. n. 24493/2 del 16/11/57.
largo Fiera della Pesca
Zona industriale portuale, Piazzale antistante l'ingresso della Fiera della Pesca al molo Sud. Atto consiliare n. 300 del 9/5/66 Pref. n. 26486/3 del 24/10/69.
Piazzale antistante il polo fieristico, presente in città sin dal 1933
via Pietro Filonzi
Zona Baraccola, da via I Maggio alla frazione Varano. Deliberazione consiliare n. 507 del 6/4/1982.
(Chiaravalle, 1878 - Jesi, 1917) sindacalista
via Filottrano
Rione Scrima, da via Ascoli Piceno a via Fabriano. Atto consiliare n. 47 del 29/1/51 Pref. n. 4081 del 17/2/51.
via Fabio Filzi
Rione Adriatico-Vittoria, da via Trieste a via Zara.
(Pisino (Istria), 20 novembre 1884 – Trento, 12 luglio 1916) avvocato irredentista.
via Ferruccio Fioretti
Zona Baraccola sud, traversa di via Albertini
(Montegiorgio, 30 luglio 1891 - Ancona, 28 maggio 1978) medico, medaglia d'oro al merito della sanità pubblica e Grande ufficiale ordine al merito della Repubblica Italiana
via Aldo Fiorini
Rione Piano San Lazzaro, da via Rossi a piazza Medaglie d'Oro. Atto consiliare n. 135 del 5/3/54.
(1916-1940) atleta e militare, medaglia d'oro al valor militare
via Fiume
Rione Adriatico, da via Filzi a via Rismondo.
via Flaminia
Rione Borghetto-Torrette-Colle Ameno-Collemarino-Palombina, da piazza Rosselli al confine con il comune di Falconara Marittima.
antica strada consolare romana
via Flavia
Quartiere Ponterosso, da via Maestri del Lavoro a via Ruggeri. Deliberazione consiliare n. 953 del 20/5/1985.
antica strada consolare romana
via Foglia
Rione Torrette, traversa di via Metauro. Atto consiliare n. 300 del 9/5/66 Pref. n. 26486/3 del 24/10/69.
piazza Giovanni Fontana
Rione Valle Miano, compresa tra via XXV Aprile e via Marini. Atto consiliare n. 429 del 14/7/69 Pref. n. 24218/3.
(Melide, 1540 – Roma, 1614) architetto e ingegnere
strada delle Fontanelle
Rione Pinocchio-Pontelungo, dalla strada di Pontelungo a via Pennini. Atto consiliare n. 261 del 16/5/60 Pref. n. 18395/2 dell'8/8/60.
Antica denominazione di un sentiero di campagna, così detto per la presenza di numerose vene d'acqua.
via delle Fornaci comunali
Rione Archi, da via Marconi a via Borgo Pio.
anticamente si affacciavano su questa via le fornaci di proprietà del comune
strada del Fornetto
Rione Fornetto-Posatora-Borghetto, dalla piazza di Posatora alla strada della Madonetta. Atto consiliare n. 261 del 16/5/60 Pref. n. 18395/2 dell'8/8/60.
Conduce verso il quartiere omonimo
via Giustino Fortunato
Rione Porto, traversa di via Einaudi.
(Rionero in Vulture, 4 settembre 1848 – Napoli, 23 luglio 1932) scrittore e politico
vicolo Foschi
Rione Porto, da largo Dogana a via Pizzecolli. In precedenza denominato vicolo del Trapasso
vi si affacciava palazzo Foschi, di proprietà della nobile famiglia anconetana Foschi
via Ugo Foscolo
Rione Tavernelle, da via Tavernelle a via Colleverde. Atto consiliare n. 25 del 27/1/1975 cc. ss. n. 4553/3 del 27/2/75.
(Zante, 6 febbraio 1778 – Londra, 10 settembre 1827) poeta e scrittore.
via Fossombrone
Rione Piano San Lazzaro, da via Sebenico a via Pesaro. Atto consiliare n. 251 del 12/7/62 Pref. n. 24229/2 del 29/9/62.
via Caterina Franceschi Ferrucci
Rione Adriatico, da piazza Don Minzoni a via Cesare Battisti. Atto consiliare n. 208 del 6/4/51 Pref. n. 21825 dell'11/7/51.
(Narni, 26 gennaio 1803 – Firenze, 28 febbraio 1887) scrittrice e patriota
via Terenzio Frediani
Rione Vittoria, da piazza Cavour a via Orsi.
sindaco della città, notevole il suo interesse a favore del nuovo acquedotto cittadino
via Friuli
Rione Adriatico, traversa di via Panoramica. Atto consiliare n. 351 del 12/7/62 Pref. n. 24229/2 del 29/9/62.
via Geremia Fuà
Quartiere Ponterosso, traversa di via Cambi. Deliberazione consiliare n. 228 del 2/12/1985.
(Ancona, 2 giugno 1853 - 27 aprile 1942) medico

## G

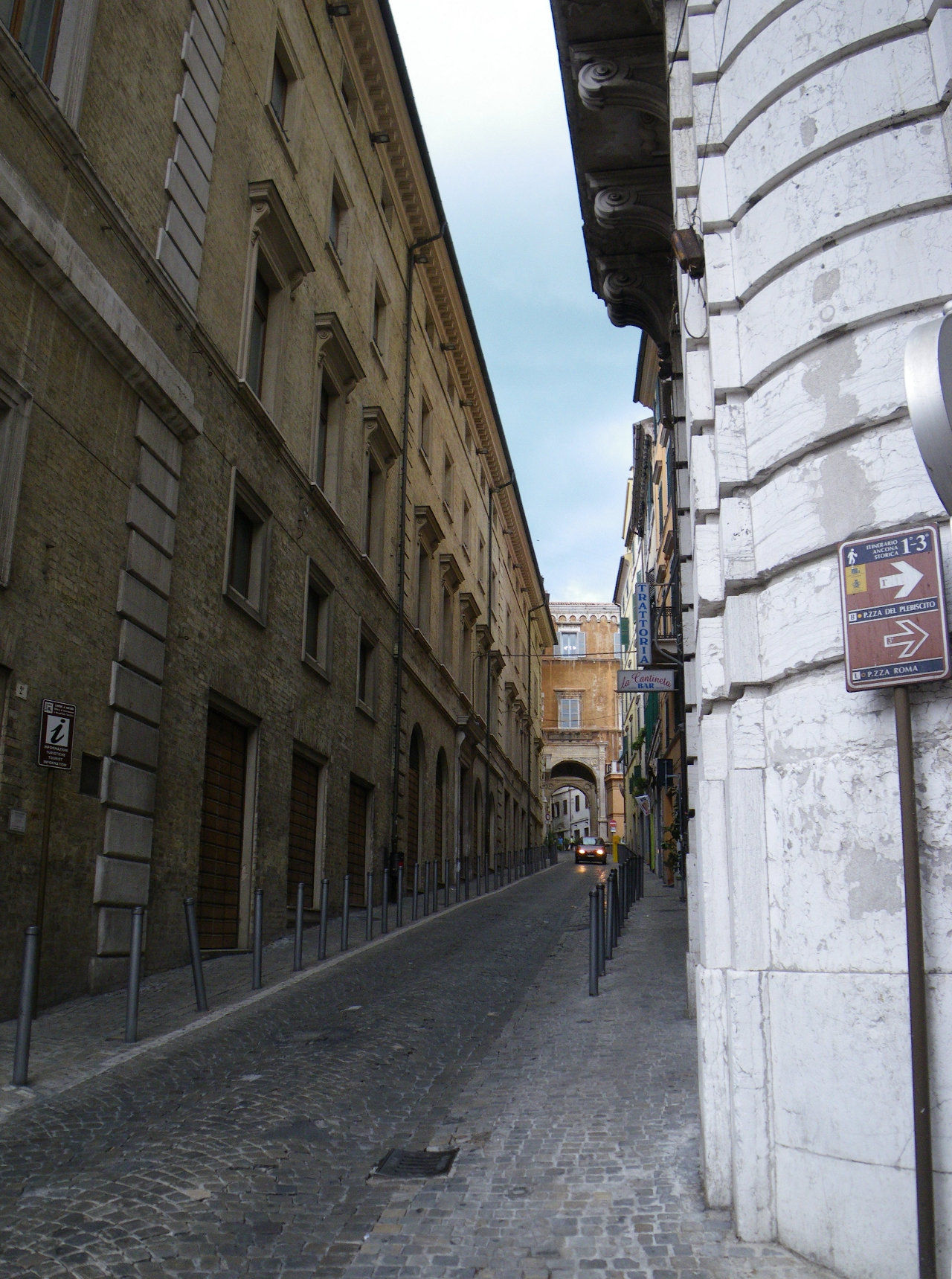
Via Gramsci

via Diomede Gabrielli
Zona Baraccola, da via Caduti del Lavoro a via Brecce Bianche. Atto consiliare n. 527 del 5/4/1982.
(Ancona, 1850 - Ancona il 9 dicembre 1924) anarchico insurrezionale
piazza Galileo Galilei
Rione Collemarino, compresa tra via Tamburini, viale Da Vinci e via Redi. Atto consiliare n. 261 del 16/5/60 Pref. n. 18395/2 dell'8/8/60.
(Pisa, 15 febbraio 1564 – Arcetri, 8 gennaio 1642) scienziato
via del Gallo
Rione Plebiscito, da corso Garibaldi a corso Mazzini.
Antica denominazione d'origine popolare dovuta forse all'insegna di un'osteria.
corso Giuseppe Garibaldi
Rione Plebiscito-Santo Stefano-Capodimonte, da piazza della Repubblica a piazza Cavour. In precedenza denominato corso Vittorio Emanuele II. Comunemente detto "Corso Nuovo".
(Nizza, 4 luglio 1807 – Isola di Caprera, 2 giugno 1882) generale e patriota.
via Genga
Rione Scrima, da via Ascoli Piceno a via Fabriano. Atto consiliare n. 47 del 29/1/51 Pref. n. 4081 del 17/2/51.
via Gentile da Fabriano
Rione Montirozzo, da via Sanzio a via Tiziano. Atto consiliare n. 300 del 9/5/66 Pref. n. 26486/3 del 24/10/69.
(Fabriano, 1375 – Roma, settembre 1427) pittore
via Vincenzo Gentiloni
Rione Rodi-Valle Miano, da via Montemarino a via Angelini. Atto consiliare n. 429 del 14/7/69 Pref. n. 24218/3.
(Filottrano, 13 ottobre 1875 - Roma, 15 gennaio 1923) politico
via Giovanni Gervasoni
Valle Miano, da via XXV Aprile a via Montemarino. Atto consiliare n. 429 del 14/769 Pref. n. 24218/3.
(Crema, 30 aprile 1816 – Ancona, 8 luglio 1849) militare e patriota, condusse la difesa della città durante la prima guerra di indipendenza italiana.
via del Ghettarello
Rione Borghetto, dalla strada della Modonnetta alla frazione del Ghettarello. Atto consiliare n° 261 del 16/5/60 Pref. n° 18395/2 dell'8/8/60.
via Giuseppe Gianfranceschi
Rione Collemarino-Torrette, da via Leonardo Da Vinci alla strada del Barcaglione. Atto consiliare n° 261 del 16/5/60 Pref. n° 18395/2 dell'8/8/60.
(Arcevia, 21 febbraio 1875 - Roma, 9 luglio 1934) religioso e scienziato
via Palermo Giangiacomi
Rione San Pietro, da via San Pietro a via del Faro. In precedenza denominata via Benvenuto Stracca.
(Ancona, 14 marzo 1877 - Ancona, 22 marzo 1939) poeta vernacolare.
via Antonio Giannelli
Rione Vittoria, da largo Bevilacqua a largo Cappelli.
(Ancona, 1822 - Ancona, 1855) patriota, partecipò ai moti del 1845
via Beniamino Gigli
Rione Grazie, da via Fermo a via Torresi. Atto commissariale n. 411 del 13/3/68 Pref. n. 9457/3 dell'11/7/68.
(Recanati, 20 marzo 1890 – Roma, 30 novembre 1957) tenore e attore
via Girolamo Ginelli
Rione Monte Dago, da via Brecce Bianche a via Monte Dago. Deliberazione consiliare n. 1538 del 7/11/1983.
(1461 - 1506) benefattore, lasciò in eredità i propri beni all'amministrazione comunale
via Vincenzo Gioberti
Rione Tavernelle, da via del Castellano all'incrocio di via Benedetto Croce con via Bartolo da Sassoferrato. Atto consiliare n. 25 del 27/1/1975 cc. ss. n. 4553/3 del 27/2/75.
(Torino, 5 aprile 1801 – Parigi, 26 ottobre 1852) sacerdote, politico e filosofo
via Don Antonio Gioia
Rione Capodimonte, da via Oberdan a corso Garibaldi. Atto consiliare n. 135 del 5/3/54.
(Ancona, 9 novembre 1863 - Ancona, 3 novembre 1942) sacerdote e parroco della chiesa dei Santi Giacomo e Martino nella Santissima Annunziata di Capodimonte.
piazza fratelli Giombi
Rione Torrette, da via Metauro a via Musone. Atto consiliare n°324 del 24/3/98.
Olinto Giombi (1891 - 4 agosto 1922) ed Ezio Giombi (1902 - 4 agosto 1922) uccisi dai fascisti
via papa Giovanni XXIII
Rione Porto, da piazzale Alighieri a piazzale Duomo. Atto consiliare n. 241 del 5/6/63 Pref. n. 34216 del 18/10/63.
via Arnaldo Girombelli
Zona Baraccola, traversa di via Albertini.
(26 maggio 1932 - 13 febbraio 1980) imprenditore, fondatore della Genny
via Goito
Rione San Pietro-Plebiscito, da via Matteotti a via Cardeto.
via del Golfo
Rione Borghetto, da via del Carmine a via Alpi. Atto consiliare n. 744 del 10/12/70.
Punto panoramico sul golfo di Ancona.
via Gorizia
Rione Adriatico, da via Filzi a via Chiesa.
via Antonio Gramsci
Rione Porto-Plebiscito, da piazza della Repubblica a piazza del Plebiscito. In precedenza denominata, nel corso degli anni: via della Corda, del Rastrello, del Metauro, della Catena, della Prefettura e XXVIII Ottobre.
(Ales, 22 gennaio 1891 – Roma, 27 aprile 1937) politico, giornalista e filosofo
via Achille Grandi
Zona Baraccola, traversa di via Buozzi.
(Como, 24 agosto 1883 – Desio, 28 settembre 1946) politico e sindacalista
via Gran Sasso
Rione Posatora, da via del Fornetto a via della Grotta. Atto consiliare n. 744 del 10/12/70 Pref. n. 41016/3 del 5/2/71.
massiccio montuoso degli Appennini
via delle Grazie
Rione Piano San Lazzaro-Grazie, da piazza Ugo Bassi all'incrocio di via Torresi con via Tavernelle. Atto consiliare n. 208 del 6/4/51 Pref. n. 21825 dell'11/7/51.
quartiere cittadino
strada della Grotta
Rione Posatora-Borghetto-Torrette, da piazza di Posatora a via Esino. Atto consiliare n. 261 del 16/5/60 Pref. n. 18395/2 dell'8/8/60.
antica denominazione della località
via del Guasco
Rione Porto-San Pietro, da via Pio II a piazzale Duomo. In precedenza denominata contrada di San Ciriaco e poi via del Duomo.
colle cittadino che, a sua volta, prende il nome dal colonnello Cesare Guasco. Fino al Seicento era l'unica strada carrozzabile che conduceva alla Cattedrale.

## I
via Indipendenza
Rione Plebiscito, da via Matteotti a piazza Martelli.
A ricordo delle tre guerre di indipendenza italiane.
via dell'Industria
Rione Pinocchio, da via Barilatti a via Pezzotti. Atto consiliare n. 744 del 10/12/70 Pref. n. 41016/3 del 5/2/71.
Nella zona detta Palombare, insieme a via dell'Agricoltura, via dell'Artiginato e via del Commercio.
via Isonzo
Rione Vittoria-Rodi, da via Giannelli a via Tagliamento.
piazza Italia
Rione Archi-Piano San Lazzaro, compresa tra via Marconi, via De Gasperi e corso Carlo Alberto.

## J
via Jesi
Rione Scrima, da via Scrima a via Falconara. Atto consiliare n. 47 del 29/1/51 Pref. n. 4081 del 17/2/51.

## K
piazza John Fitzgerald Kennedy
Rione Capodimonte, compresa tra via dell'Appannaggio, via XXIX Settembre e corso Stamira. In precedenza denominata, nel corso degli anni: piazza della Vittoria, piazza Reale, piazza Ducale, piazza dei Quattro cavalli (dal 1821 al 1908 quando fu sede della fontana dei Cavalli), piazza Garibaldi.
(Brookline, 29 maggio 1917 – Dallas, 22 novembre 1963) Presidente degli Stati Uniti.
via Martin Luther King
Rione Posatora, da via del Fornetto a via Monte Pennino. Atto commissariale n. 410 del 13/9/68 Pref. n. 30372/3 del 22/10/69.
(Atlanta, 15 gennaio 1929 – Memphis, 4 aprile 1968) attivista per i diritti civili e premio Nobel per la pace

## L
via Lamaticci
Rione Piano San Lazzaro-Scrima-Palombella, da via Giordano Bruno a forte Scrima.
antica denominazione della località dovuta alla natura franosa del terreno (lama = frana).
via Luigi Lanzi
Quartiere Ponterosso, traversa di via Flavia. Deliberazione consiliare n. 2128 del 2/12/1985.
(Treia, 14 giugno 1732 – Firenze, 31 marzo 1810) gesuita e archeologo
via Lata
Rione Plebiscito, da corso Garibaldi a corso Mazzini.
Dal latino latus, lateris (fianco), poiché anticamente la via, costeggiando il Ghetto, percorreva il fianco del colle Astagno, in cima al quale terminava.
via del Lavoro
Zona industriale portuale, traversa di Via Einaudi. Atto consiliare n. 300 del 9/5/66 Pref. n. 26486/3 del 24/10/69.
via Antonio Leoni
Rione Grazie, da via Torresi a via delle Grazie. Atto consiliare n. 351 del 12/7/62 Pref. n. 24229/2 del 29/9/62.
(Ancona, 1767 - 1841) sacerdote e storico
via Bruno Leoni
Rione Tavernelle, da via Gioberti e via San Giacomo della Marca. Atto consiliare n°292 del 28/05/2002.
(Ancona, 26 aprile 1913 – Torino, 21 novembre 1967) filosofo e giurista
via Giacomo Leopardi
Rione Santo Stefano-Capodimonte, da corso Garibaldi a via Oberdan.
(Recanati, 29 giugno 1798 – Napoli, 14 giugno 1837) poeta
via Leone Levi
Frazione Collemarino, da via Zazzini a piazzale Righi. Atto consiliare n. 292 del 28 maggio 2002.
(Ancona, 6 giugno 1821 - Liverpool, 7 maggio 1888) giurista ed economista
piazzale della Libertà
Rione Valle Miano, compreso tra via Bocconi, via XXV Aprile e via Martiri della Resistenza. Atto consiliare n. 261 del 16/5/60 Pref. n. 18395/2 dell'8/8/60.
via Andrea Lilli
Rione Montirozzo, da via Raffaello Sanzio a via Raffaello Sanzio. Atto consiliare n. 261 del 16/5/60 Pref. n. 18395/2 dell'8/8/60.
(Ancona, 1555 - Ascoli Piceno, 1612) pittore e scultore
strada della Lodola
Quartiere Torrette, da via Metauro alla frazione di Sappanico.
antica denominazione della località attraversata dalla via
via della Loggia
Rione Porto, da piazza della Repubblica a piazza Santa Maria.
Prende il nome dal palazzo della Loggia dei Mercanti che si affaccia su questa via.
via Loreto
Rione Scrima, da via Scrima a viale Cristoforo Colombo. Atto consiliare n. 407 del 28/10/57 Pref. n. 24493/2 del 16/11/57.
via Lorenzo Lotto
Rione Montirozzo-Piano San Lazzaro, da via De Gasperi a piazza Ugo Bassi. Atto consiliare n. 351 del 12/7/62 Pref. N° 24229/2 del 29/ 9/62.
(Venezia, 1480 – Loreto, 1556) pittore

## M

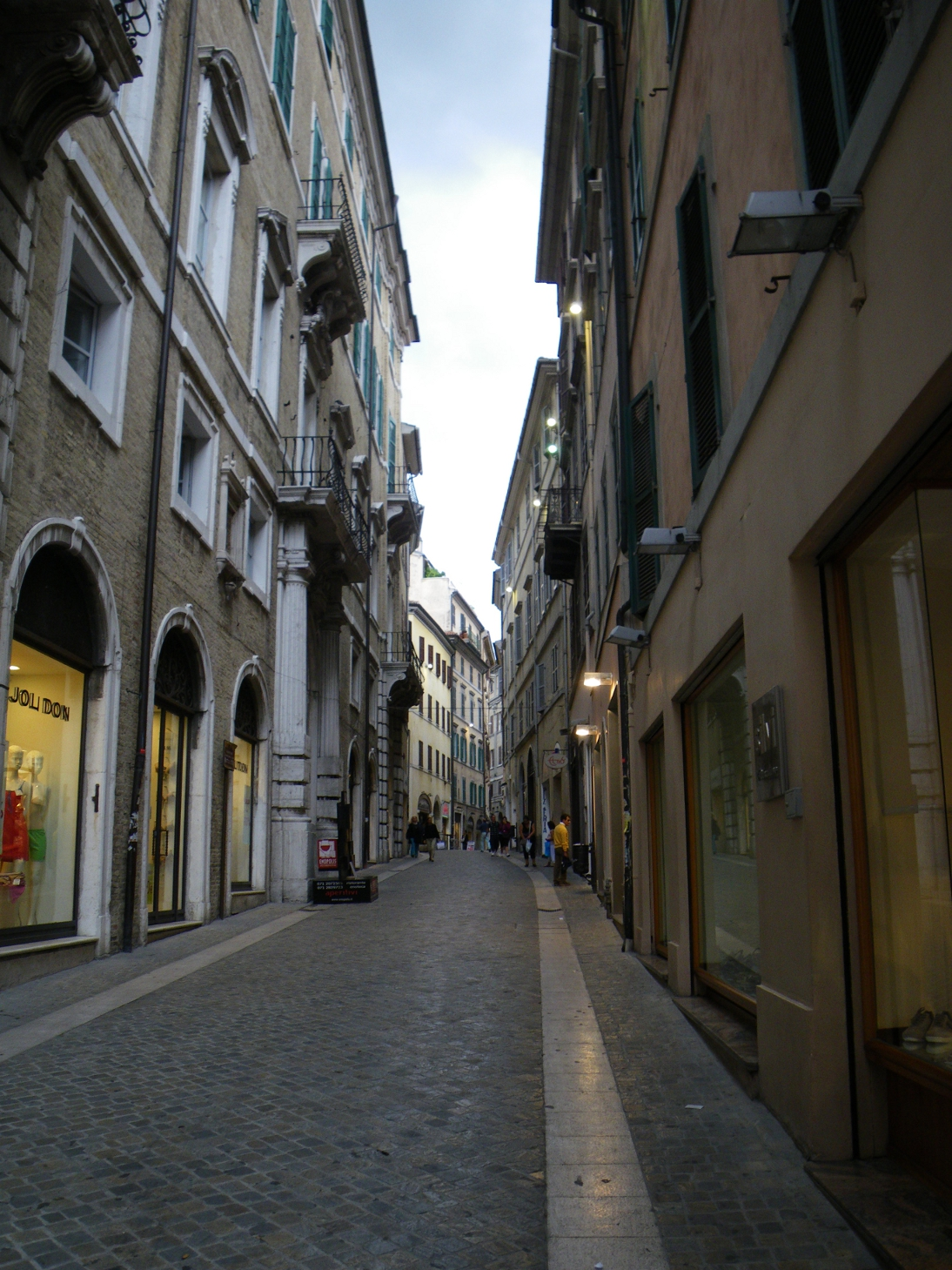
Corso Mazzini

via Carlo Maccari
Frazione Baraccola, da via I Maggio a via Carlo Antognini. Delibera n. 1402 del 29/12/98.
(Parrano, 13 gennaio 1913 – 17 aprile 1997) arcivescovo emerito della città
via Macerata
Rione Piano San Lazzaro-Grazie, da via Torresi a via Valle Miano. Atto consiliare n. 47 del 29/1/51 Pref. n. 4081 del 17/2/51.
via della Madonnetta
Rione Pinocchio-Fornetto-Borghetto-Pontelungo, da via di Pontelungo alla frazione di Candia. Atto consiliare n. 261 del 16/5/60 Pref. n. 18395/2 dell'8/8/60.
antica denominazione della località attraversata dalla via
via Maestri del Lavoro
Quartiere Ponterosso-Brecce Bianche, dalla località di Passo Varano a via Brecce Bianche. Deliberazione consiliare n. 1805 del 15/11/1982 a ratifica della delib. di Giunta pro Consiglio n. 1349 del 28/9/82.
via Magenta
Rione Plebiscito, da via Zappata a via Cardeto.
via Alessandro Maggini
Rione Scrima-Pinocchio, dal viale Cristoforo Colombo all'incrocio di via Pontelungo con via della Montagnola. Atto consiliare n°242 del 17/4/51 Pref. n°21825 dell'11/7/51.
(1º marzo 1924 - 6 febbraio 1943) politico, ucciso dai fascisti
via Maiolati Spontini
Rione Grazie, da via Macerata a via Torresi. Atto consiliare n. 407 del 28/10/57 Pref. n. 24493/2 del 16/11/57.
vicolo Malacari
Rione Capodimonte, da via Podesti a via Cialdini.
antica famiglia della nobiltà anconetana (conti Malacari) che possedeva un palazzo che si affacciava su questa via
piazza Errico Malatesta
Rione Plebiscito, compresa tra via Matteotti, via Goito e via Cardeto. Comunemente detta "Campo della Mostra". Atto consiliare n. 242 del 17/4/51 Pref. n. 21825 dell'11/7/51. In precedenza denominata anche ufficialmente Campo della Mostra.
(Capua, 14 dicembre 1853 – Roma, 22 luglio 1932) anarchico, partecipò alla Settimana rossa
via Terenzio Mamiani
Rione Archi, da via Marconi a via Marchetti.
(Pesaro, 19 settembre 1799 – Roma, 21 maggio 1885) filosofo, politico e scrittore
via Alessandro Manzoni
Rione Tavernelle, da via Petrarca a via Torresi. Atto consiliare n. 744 del 10/12/70 Pref. 41016/3 del 5/2/71.
(Milano, 7 marzo 1785 – Milano, 22 maggio 1873) scrittore
via Carlo Maratta
Rione Adriatico, da via Orsi a via Bianchi.
(Camerano, 15 maggio 1625 – Roma, 15 dicembre 1713) pittore
via Filippo Marchetti
Rione Archi-Montirozzo, da via Marconi a via Lotto.
(Bolognola, 26 febbraio 1831 – Roma, 18 gennaio 1902) compositore
via Guglielmo Marconi
Rione Archi-Piano San Lazzaro-Palombella, da Porta Pia a piazza Rosselli.
(Bologna, 25 aprile 1874 – Roma, 20 luglio 1937) premio Nobel per la fisica
via Marecchia
Rione Torrette, da via Lambro a via Aso. Atto Consiliare n. 429 del 14/7/69 Pref. n. 24218/3.
via della Marina
Quartiere Montagnola, da via Colombo a via della Montagnola. Deliberazione consiliare n. 953 del 20/5/1985.
largo Oddo Marinelli
Rione Capodimonte, compreso tra via Astagno, via Campetto, via Barilari e via Podesti.
(Ancona, 20 gennaio 1888 - Ancona, 1972) politico, Presidente regionale del CLN
via Marcello Marini
Rione Valle Miano, da piazza Fontana a via Montemarino. Atto consiliare n. 429 del 14/7/69 Pref. 24218/3.
(Ancona, 7 dicembre 1925 - Ascoli Piceno, 1º maggio 1944) patriota, medaglia d'argento al valore militare
via Saverio Marotta
Rione Adriatico, da via Rismondo a via Panoramica.
(Falconaria Marittima, 1911 - torpediniera Perseo, 1943) Medaglia d'oro al valor militare
via Marsala
Rione Plebiscito-Santo Stefano, da via Matteotti a via San Martino.
via Giuseppe Mario Marsigliani
Rione Rodi, traversa di via Angelini. Atto consiliare n. 744 del 10/12/70 Pref. n. 41016/3 del 5/2/71.
(1885 - 1949) sindaco della città e patriota
piazzale Raffaele Martelli
Rione San Pietro-Plebiscito, compreso tra via Indipendenza e via Villarey. Atto consiliare n. 261 del 16/5/60 Pref. n. 18395/2 dell'8/8/60.
(Ancona, 11 marzo 1811 - 3 agosto 1880) sacerdote
via Martiri della Resistenza
Rione Valle Miano, da piazzale della Libertà a piazzale Europa. Atto consiliare n. 576 del 3/12/58 Pref. n. 27617/2 del 20/8/59.
via Giancarlo Mascino
Zona industriale portuale, da via Rodolfo Mazzola al porto turistico. Delibera n. 774 del 28/11/2000.
(Montefiore sull'Aso, 23 gennaio 1932 - Ancona, 2 luglio 1994) politico, assessore della città e principale artefice della sua ricostruzione post-terremoto
via Niccolò Matas
Rione San Pietro, da via Fanti a piazza San Francesco alle Scale.
(Ancona, 1798 – Firenze, 1872) architetto, lavoro alla facciata della Basilica di Santa Croce
via Matelica
Rione Scrima, da via Pesaro a via Lamaticci. Atto consiliare n. 351 del 12/7/62 Pref. n. 24229/2 del 29/9/62.
via Enrico Mattei
Zona industriale portuale, traversa di via Einaudi che costeggia il fosso Conocchio. Atto consiliare n. 300 del 9/5/66 Pref. n. 26486/3 del 24/10/69.
(Acqualagna, 29 aprile 1906 – Bascapè, 27 ottobre 1962) imprenditore
via Giacomo Matteotti
Rione San Pietro-Plebiscito-Vittoria, da via Bernabei (arco San Pietro) a largo Cappelli. Atto consiliare n. 208 del 6/4/51 Pref. n. 21825 dell'11/7/51. In precedenza denominata via Farina, assunse l'attuale toponimo dopo il 1945. All'inizio della via si trova la porta di San Pietro, eretta nel 1221, che a quei tempi era l'ingresso principale della città e davanti alla quale si trovava la chiesa di Sant'Agnese, che nel 1739 fu trasformata in abitazione. Oggi della chiesa rimane solo parte della facciata. Sulla via si trova anche il Palazzo Pierantoni-Nasuti, comunemente detto Palazzo Fiorato.
(Fratta Polesine, 22 maggio 1885 – Roma, 10 giugno 1924) politico e antifascista
corso Giuseppe Mazzini
Rione Plebiscito, da piazza della Repubblica a piazza Cavour. Comunemente detto "Corso Vecchio", prima del 1860 l'unico tratto esistente, quello basso, era denominato via del Calamo. Lungo il corso troviamo palazzo Jona, splendido esempio del Settecento anconetano, attribuito all'architetto F. M. Ciaraffoni come anche palazzo Simonetti, eretto dopo il 1768. Altra importante costruzione lungo il corso è la chiesa di San Biagio, costruita tra il 1745 ed il 1748 su disegno di G. B. Urbini.
(Genova, 22 giugno 1805 – Pisa, 10 marzo 1872) patriota, politico e filosofo.
via Rodolfo Mazzola
Rione Porto, da Via Mattei al porto turistico. Delibera n. 774 del 28/11/2000.
(Palermo, 19 aprile 1930 - Ancona, 3 luglio 1999) notaio, presidente del Centro Nautico per circa 10 anni, durante la realizzazione del porto turistico provvisorio
piazzale Medaglie d'oro
Rione Piano San Lazzaro, tra via Saracini e via Fiorini. Atto consiliare n. 261 del 16/5/60 Pref. n. 18395/2 dell'8/8/60.
via Lodovico Menicucci
Rione Santo Stefano, da piazza Roma a via Marsala.
(Perugia, 9 novembre 1907 - Darar, 8 aprile 1936) giornalista e militare, muore durante la guerra in Abissinia e gli viene conferita la medaglia d'oro al valor militare
via Luigi Mercantini
Rione Palombina, da via Costantini a via Panzini. Atto consiliare n. 261 del 16/5/60 Pref. n. 18395/2 dell'8/8/60.
(Ripatransone, 19 settembre 1821 – Palermo, 17 novembre 1872) poeta
via Aristide Merloni
Zona Baraccola, traversa di via Grandi. Deliberazione consiliare n. 527 del 5/4/1982.
(Fabriano, 24 ottobre 1897 – Fabriano, 19 dicembre 1970) imprenditore e politico
via Metauro
Rione Torrette, da via Flaminia a via Barcaglione. Atto consiliare n. 352 del 1/8/58 Pref. n. 27617/2 del 20/8/59.
via Guido Miglioli
Quartiere Brecce Bianche, da via Brecce Bianche a via Flavia. Deliberazione consiliare n. ° 1805 del 15/11/1982 a ratifica della delibera di Giunta pro consiglio n. 1349 del 28/9/82.
(Casalsigone, 1879 – Milano, 24 ottobre 1954) politico e sindacalista
via Giovanni Mingazzini
Rione Scrima, da via Ascoli Piceno a via Carlo Colombo. Atto consiliare n. 407 del 28/10/57 Pref. n. 24493/2 del 16/11/57.
(Ancona, 15 febbraio 1859 - Roma, 3 febbraio 1929) medico neurologo
piazza Don Giovanni Minzoni
Rione Adriatico-Vittoria, compresa tra corso Amendola e via Maratta. In origine era denominata piazza Tripoli e poi piazza Arnaldo Mussolini.
(Ravenna, 1º luglio 1885 – Argenta, 23 agosto 1923) religioso e antifascista
via Misa
Rione Torrette, da via Flaminia a via Esino. Atto consiliare n. 352 del 1/8/58 Pref. n. 27617/2 del 20/8/59.
via Monfalcone
Rione Adriatico, da via Toti a via Baracca e via Panoramica. Atto consiliare n. 208 del 6/4/51 Pref. n. 21825 dell'11/7/51.
via della Montagnola
Rione Grazie-Tavernelle, da via Torresi a via Maggini, via Pinocchio e via Pontelungo. Atto consiliare n. 407 del 28/10/57 Pref. n. 24493 del 16/11/57.
Prende il nome dalla località attraversata.
via Eugenio Montale
Rione Tavernelle, inizia dalla confluenza di via Manzoni, via Petrarca, via Pirandello e termina su via della Montagnola. Deliberazione consiliare n. 526 del 6/4/1982.
(Genova, 12 ottobre 1896 – Milano, 12 settembre 1981) poeta e giornalista, premio Nobel per la letteratura
via Monte Carpegna
Rione Pinocchio, traversa di via Maggini. Atto consiliare n. 429 del 14/7/69 Pref. n. 24218/3.
via Monte Catria
Rione Pinocchio, traversa di via del Pinocchioo. Atto consiliare n. 300 del 9/5/66 Pref. 26486/3 del 24/10/69.
strada di Monte Dago
Rione Pinocchio-Pontelungo, dall'incrocio di via Palombare con via Ranieri e via del Pinocchio. Atto consiliare n. 261 del 16/5/60 Pref. n. 18395/2 dell'8/8/60.
Prende il nome dalla località attraversata; il toponimo deriva dal cognome di un'antica famiglia che qui risiedeva.
via Monte Grappa
Rione Adriatico, da via Cadore a via Panoramica. Atto consiliare n. 208 del 6/4/51 Pref. n. 21825 dell'11/7/51.
via Monte Marino
Rione Rodi-Valle Miano, da via della Ferrovia a via XXV Aprile. Atto consiliare n. 407 del 28/10/57 Pref. n. 24493/2 del 16/11/57.
Prende il nome dalla località attraversata.
via Monte Nerone
Rione Posatora, da via Monte Vettore a via Posatora. Atto commissariale n. 409 del 13/9/68 Pref. n. 29202/3 del 22/11/68.
via Monte Pelago
Rione Rodi, traversa di via Angelini. Atto consiliare n. 744 del 10/12/70 Pref. n°41016/3 del 5/2/71.
Prende il nome dalla località attraversata.
via Monte Pennino
Rione Posatora, da via Monte Vettore a via M. L. King. Atto consiliare n. 429 del 14/7/69 Pref. n. 24218/3.
via Monte Priore
Rione Posatora, da via Monte Vettore a via M. L. King. Atto commissariale n. 409 del 13/9/68 Pref. n. 29202/3 del 22/11/68.
via Monte San Michele
Rione Passetto-Vittoria, da via Tagliamento a via Podgora. Atto consiliare n. 407 del 28/10/57 Pref. n. 24493/2 del 16/11/57.
via Monte San Vicino
Rione Pinocchio, da via della Madonnetta a via Maggini. Atto consiliare n. 300 del 9/5/66 Pref. n. 26486/3 del 24/10/69.
via Monte Venanzio
Rione Pietralacroce, traversa di via del Conero. Atto consiliare n. 25 del 27/1/1975 c.c.s.s. n. 4553/3 del 27/2/1975.
Prende il nome dalla località attraversata.
via Monte Vettore
Rione Posatora, traversa di via Fornetto. Atto consiliare n°300 del 9/5/66 Pref. n. 26486/3 del 24/10/69.
via Montebello
Rione Rodi-Santo Stefano, da via San Martino a via Torrioni.
via Montello
Rione Rodi, traversa di via Isonzo. Atto consiliare n. 261 del 16/5/60 Pref. n. 18395/2 dell'8/8/60.
via Monte Nero
Rione Adriatico, da via Orsi a via Cadore.
via Monte Santo
Rione Adriatico, traversa di via Panoramica. Atto consiliare n. 208 del 6/4/51 Pref. n. 21825 dell'11/7/51.
via Maria Montessori
Rione Rodi, traversa di via Angelini. Atto consiliare n. 232 del 19/5/64 Pref. n. 38684/3 del 2/12/64.
(Chiaravalle, 31 agosto 1870 – Noordwijk aan Zee, 6 maggio 1952) pedagogista, educatrice e medico
via Monti Sibillini
Rione Posatora, da via Monte Vettore a via Monte Pennino. Atto consiliare n. 429 del 14/7/69 Pref. n. 24218/3.
strada privata Montirozzo.
Rione Montirozzo, da via G. B. Pergolesi a via F. Marchetti.
Prende il nome dalla località attraversata. Con montirozzo si indica un modesto rialzo del terreno.
largo Vittorio Morelli
Rione Pinocchio, compreso tra via Madonnetta e via Pontelungo. Atto consiliare n° 292 del 28/05/2002.
(Ancona, 13 marzo 1886 - Ancona, 1968) Scultore ed architetto. Tra le sue opere: il monumento a Carlo Maratta a Camerano, il monumento a Pinocchio e il restauro (nel 1908 e nuovamente nel 1946) della Fontana dei Cavalli ad Ancona
piazza Aldo Moro
Quartiere Ponterosso, compresa tra via Maestri del Lavoro e strada di Passo Varano. Deliberazione consiliare n. 902 del 18/5/1987.
(Maglie, 23 settembre 1916 – Roma, 9 maggio 1978) politico, cinque volte Presidente del Consiglio dei ministri.
via Augusto Moroder
Rione Grazie, da via Fermo a via Antinori. Atto consiliare n. 429 del 14/7/69 Pref. n. 24218/3.
(Ancona, 29 luglio 1852 - 20 aprile 1912) compositore.
via Augusto Murri
Rione Collemarino, da via A. Volta a via Redi. Atto consiliare n. 261 del 16/5/60 Pref. n. 18395/2 dell'8/8/60.
(Fermo, 8 settembre 1841 – Bologna, 11 novembre 1932) medico.
via Musone
Rione Torrette, traversa di via Flaminia. Atto consiliare n. 352 del 1/8/58 Pref. n. 27617/2 del 20/8/59.

## N
scalone Nappi
Rione Porto, da piazza del Senato a via del Guasco.
antica famiglia della nobiltà anconetana Nappi che possedeva dei palazzi che si affacciavano su questa via
via Mario Natalucci
Zona industriale Baraccola, da Via Arnaldo Girombelli a Via Franco Scataglini.
(Castelferretti, 3 giugno 1903 – Ancona, 27 dicembre 1980) storico.
via Vittoria Nenni
Rione Pinocchio, traversa di Via Maggini. Atto commissariale n. 409 del 13/9/68 Pref. 29202/3 del 22/11/68.
(Ancona, 3 ottobre 1915 – Auschwitz, 15 luglio 1943) partigiana.
belvedere Pablo Neruda
Parco del Cardeto
(Parral, Cile, 12 luglio 1904 – Santiago del Cile, 23 settembre 1973) poeta, premio Nobel per la letteratura 1971.
via Ave Ninchi
Quartiere Passo Varano, da via di Passo Varano a via Cimetta. Atto consiliare n° 292 del 28/5/2002.
(Ancona, 14 dicembre 1915 – Trieste, 10 novembre 1997) attrice e conduttrice televisiva.
molo Nord
Zona industriale portuale
via Gastone e Roberto Novelli
Rione Santo Stefano, da via Vittorio Veneto a via Santo Stefano.
via Numana
Rione Scrima, da via Falconara a via Filottrano.

## O
via Guglielmo Oberdan
Rione Santo Stefano, da via Podesti a via San Martino. In precedenza denominata via degli Esposti per la presenza di un brefotrofio
(Trieste, 1º febbraio 1858 – Trieste, 20 dicembre 1882) patriota ed irredentista.
via Offagna
Rione Scrima-Palombella, da via Lamaticci a via Ascoli Piceno. Atto consiliare n. 429 del 14/7/1969.
via degli Orefici
Rione Plebiscito, da piazza del Plebiscito a corso Mazzini. I precedenza denominata via dei Calzolari e via dei Tricoli.
Nel XIX secolo vi si affacciavano molti negozi di oreficeria. Lungo questa via si trova Palazzo Tancredi, residenza dell'omonima famiglia.
via Alessandro Orsi
Rione Adriatico-Vittoria, da via Piave a via Montenero.
(Ravenna, 4 marzo 1785 - Ancona, 25 marzo 1861) patriota durante il Risorgimento.
via Giorgio Orsini
Rione San Pietro, da via Fanti a via San Francesco alle Scale. In precedenza denominata vicolo del Calò.
(Zara, ca. 1410 – Sebenico, 10 ottobre 1473) scultore, architetto e urbanista
vicolo Oscuro
Rione Capodimonte, da via Cialdini a via Astagno.
La denominazione deriva dal fatto che era totalmente priva di illuminazione, molto stretta fra i palazzi.
via Osimo
Rione Scrima-Piano San Lazzaro, da via Urbino a via Scrima e via Jesi. Atto consiliare n. 47 del 29/1/51 Pref. n. 4081 del 17/2/51.
via dell'Ospizio
Rione San Pietro, da via Fanti a via del Faro.
Vi si affacciava una residenza per anziani fatta costruire per volontà di re Vittorio Emanuele II ed oggi distrutta.
via Oslavia
Rione Rodi-Santo Stefano, da via Vittorio Veneto a via Rovereto. Atto consiliare n. 407 del 28/10/57 Pref. n. 24493/2 del 16/11/57.
via Ostra
Rione Grazie, traversa di via delle Grazie. Atto consiliare n. 232 del 19/5/64 Pref. 38684/3 del 2/12/64.

## P

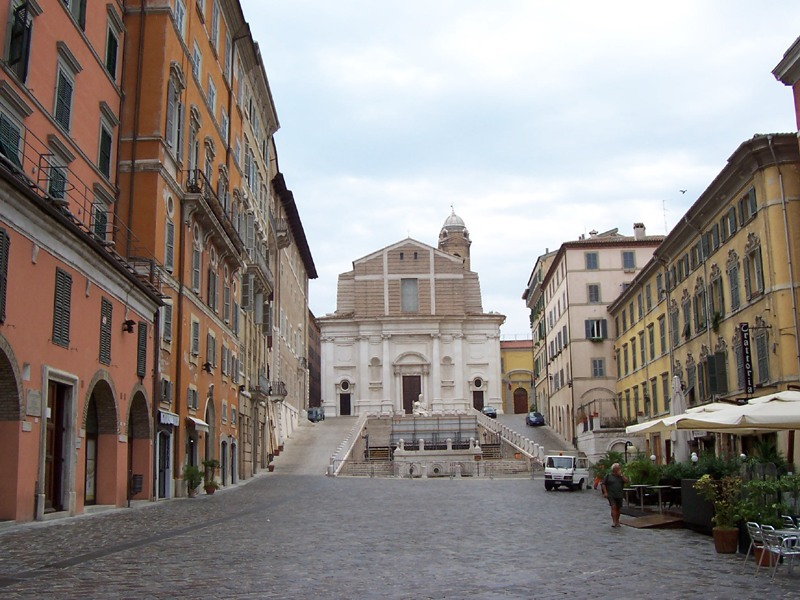
Piazza del Plebiscito

via Antonio Pacinotti
Rione Collemarino, da via A. Volta a via Redi. Atto consiliare n ° 261 del 16/5/60 Pref. n. 18395/72 dell'8/8/60.
(Pisa, 17 giugno 1841 – Pisa, 25 marzo 1912) fisico
via Padre Guido Costantini
Rione Plebiscito, da corso Mazzini a via Boncompagno. Deliberazione consiliare n. 1538 del 7/11/1983. In precedenza denominata via della Pescheria.
(Controguerra, 2 febbraio 1893 - Ancona, 24 aprile 1967) sacerdote e benefattore, promotore di molte opere assistenziali
piazza Giovanni Palatucci
Rione Capodimonte, compresa tra via Astagno e via Cialdini. Atto consiliare n° 292 del 28/5/2002.
(Montella, 31 maggio 1909 – Dachau, 10 febbraio 1945) poliziotto, medaglia d'oro al merito civile e giusto tra le nazioni.
via Palestro
Rione Vittoria-Santo Stefano, da via G. Leopardi a via Giannelli.
vicolo Palomba
Rione Capodimonte, da via Cialdini a via Astagno.
Antica denominazione di cui non si conosce l'origine, probabilmente deriva dalle numerose colombaie che erano presenti in questa via.
via delle Palombare
Rione Pinocchio, da viale Cristoforo Colombo fino all'incrocio di via Ranieri con via Monte Dago.
Antica denominazione della località attraversata dalla via.
via Panoramica
Rione Adriatico, da piazza IV Novembre a via Cadore. Atto consiliare n. 208 del 6/4/51 Pref. n. 21825 dell'11/7/51.
Così denominata per il panorama che si ammira lungo il suo percorso.
via Maffeo Pantaleoni
Zona industriale portuale, da via Mattei al mare. Delibera consiliare n. 300 del 9/5/1966 Pref. n. 26486/3 del 24/10/1969.
(Frascati, 2 luglio 1857 – Milano, 29 ottobre 1924) economista e politologo.
via Alfredo Panzini
Rione Palombina, da via Flaminia a via Redi. Atto consiliare n. 744 del 10/12/70 Pref. n. 41016/3 del 5/2/71.
(Senigallia, 31 dicembre 1863 – Roma, 10 aprile 1939) scrittore e critico letterario.
via Luigi Paolucci
Rione Valle Miano-Grazie, da piazzale Bovio a via delle Grazie.
(Ancona, 1849 – Ancona, 1935) scienziato e naturalista
vicolo Papis
Rione Capodimonte, da via Podesti a via Ad Alto.
antica famiglia della nobiltà anconetana Papis che possedeva un palazzo che si affacciava su questa via
strada di Passo Varano
Rione Tavernelle-Ponterosso, da via delle Tavernelle al centro abitato di Passo Varano.
Prende il nome dalla località attraversata.
via Giulio Pastore
Zona Baraccola, da via I Maggio a via Caduti del Lavoro. Atto consiliare n. 527 del 5/4/1982.
(Genova, 17 agosto 1902 – Milano, 14 ottobre 1969) politico e sindacalista.
via Pasubio
Rione Adriatico, da via Monte Grappa a via Panoramica.
via Mariano Patrizi
Rione Collemarino, da via Redi a via Tamburini. Atto consiliare n. 351 del 12/7/62 Pref. n. 24229/2 del 29/9/62.
(Recanati, 23 settembre 1866 – Bologna, 9 settembre 1935) medico
via Cesare Pavese
Rione Tavernelle, da via Colleverde a via del Castellano.
(Santo Stefano Belbo, 9 settembre 1908 – Torino, 27 agosto 1950) scrittore e poeta
via Aldo Pelliccia
Rione Pietralacroce, da via della Ferrovia a via Fratelli Zuccari.
(Ancona, 9 settembre 1924 - Ancona, 25 febbraio 2000) medico e partigiano.
via Raffaele Pergolesi
Rione Piano San Lazzaro, da via Giordano Bruno a corso Carlo Alberto. Atto consiliare n. 135 del 5/3/54.
(Ancona, 1872 - 1953) generale militare, medaglia d'oro al valor militare
via Gianbattista Pergolesi
Rione Piano San Lazzaro, da via Giordano Bruno a corso Carlo Alberto. Atto consiliare n. 135 del 5/3/54.
(Jesi, 4 gennaio 1710 – Pozzuoli, 17 marzo 1736) musicista e compositore.
via Giuseppe Persiani
Rione Piano San Lazzaro, traversa di Via L. Lotto. Atto consiliare n. 208 del 6/4/51 Pref. n. 21825 dell'11/751.
(Recanati, 11 settembre 1799 – Parigi, 13 agosto 1869) compositore.
piazza Sandro Pertini
Rione Santo Stefano, compresa tra Via San Martino, Via Marsala, Via Palestro e Via Simeoni.
(San Giovanni di Stella, 25 settembre 1896 – Roma, 24 febbraio 1990) politico, settimo presidente della Repubblica Italiana.
via Agostino Peruzzi
Rione Grazie, da via Torresi a via delle Grazie. Atto consiliare n. 351 del 12/7/62 Pref. n. 24229/2 del 29/9/62.
(Ancona, 1760 - Ferrara, 1850) storico
via Pesaro
Rione Piano San Lazzaro-Scrima, dal piazzale Camerino a via Lamaticci. Atto consiliare n. 47 del 29/1/51 Pref. n. 4081 del 17/2/51.
via della Pescheria
Rione Plebiscito, da piazza Plebiscito a corso Mazzini. In precedenza era parte del cortile dell'ospedale di San Tommaso di Canterbury, dopo la distruzione di questo la via venne denominata vicolo di Sant'Egidio.
Anticamente era presente una pescheria.
via Francesco Petrarca
Rione Tavernelle, da via Tavernelle a via Manzoni. Atto consiliare n. 351 del 12/7/62 Pref. n. 24229/2 del 29/9/62.
(Arezzo, 20 luglio 1304 – Arquà, 19 luglio 1374) scrittore e poeta
via Ariovisto Pezzotti
Rione Pinocchio, traversa di via Palombare. Atto consiliare n. 351 del 12/7/62 Pref. n. 24229/2 del 29/9/62.
(1871-1946) benefattore e filantropo.
via Piave
Rione Vittoria, da piazza Cavour a via Isonzo.
via Giovanni Pichi Tancredi
Rione Grazie-Tavernelle, da via delle Grazie a via Colleverde. Atto consiliare n. 351 del 12/7/62 pref. n. 24229/2 del 29/9/62.
(Ancona, 1630 - Ancona, 1697) storico.
via dei Piceni
Rione Archi, da via Mariani a via Fornaci comunali. Atto consiliare n. 351 del 12/7/62 Pref. n. 24229/2 del 29/9/62.
popolo italico, stanziato principalmente nella Marche
strada vecchia di Pietralacroce
Rione Rodi-Pietralacroce-Valle Miano, da via Angelini a via del Conero. Atto consiliare n. 261 del 16/5/60 Pref. 18395/2 dell'8/8/60.
Prende il nome dalla località attraversata.
via del Pinocchio
Quartiere Pinocchio-Monte Dago, da via Maggini a via di Pontelungo e via I Maggio.
Prende il nome dalla località attraversata. In questa via si trova una statua dedicata al personaggio, opera dello scultore Vittorio Morelli.
via Pio II
Rione Porto-San Pietro, da piazza dell'Anfiteatro a via del Guasco. In precedenza denominata strada del Pozzo Lungo o via del Guasco.
(Corsignano, 18 ottobre 1405 – Ancona, 14 agosto 1464) papa della Chiesa cattolica.
via Luigi Pirandello
Rione Tavernelle, da via Ranieri a via Manzoni. Atto consiliare n. 744 del 10/12/70 Pref. n. 41016/3 del 5/2/71.
(Agrigento, 28 giugno 1867 – Roma, 10 dicembre 1936) scrittore e poeta, premio Nobel per la letteratura.
via Vincenzo Pirani
Zona Baraccola Sud, traversa di via Albertini. Delibera n. 2455 del 29/11/94.
(1920 - 1994) architetto e storiografo
via Ciriaco Pizzecolli
Rione Porto-San Pietro, da piazza Plebiscito a piazza B. Stracca. Atto consiliare n. 351 del 12/7/62 Pref. n. 24229/2 del 29/9/62.
(Ancona, 1391 – Cremona, 1452) padre dell'archeologia
piazza del Plebiscito
Rione Porto-San Pietro-Plebiscito, compresa fra via Gramsci, via Pizzecolli, via Pescheria, via Matteotti e via Orefici. Comunemente detta "Piazza del Papa".
A ricordo del plebiscito che si tenne nei giorni 4 e 5 novembre 1860 per l'annessione delle Marche al Regno d'Italia.
via Francesco Podesti
Rione Capodimonte, da corso Garibaldi a piazza da San Gallo.
(Ancona, 21 marzo 1800 – Roma, 10 febbraio 1895) pittore.
via Podgora
Rione Passetto-Vittoria, da via Trieste a via Isonzo. Atto consiliare n. 208 del 6/4/51 Pref. n. 21825 dell'11/7/51.
Altura del Friuli-Venezia Giulia, sulla destra del fiume Isonzo.
via Pola
Rione Passetto, da via Tagliamento a via Santa Margherita. Atto consiliare n. 744 del 10/12/70 Pref. n. 41016/3 del 5/2/71.
via Ponte Manarini
Rione Collemarino, traversa di Via Flaminia. Atto consiliare n. 351 del 12/7/62 Pref. n. 24229/2 del 29/9/62.
via di Pontelungo
Rione Pinocchio-Pontelungo, da via Maggini a via I Maggio. Atto consiliare n. 261 del 16/5/60 Pref. n. 18395/2 dell'8/8/60.
Prende il nome dalla località attraversata.
via Posatora
Rione Posatora, da via Ascoli Piceno a via del Fornetto e via della Grotta.
Prende il nome dalla località attraversata. Secondo la tradizione la Madonna si riposò qui prima di giungere a Loreto.
via Potenza
Rione Torrette, da via Musone a via Esino. Atto consiliare n. 352 dell'1/8/58 Pref. n. 27617/2 del 20/8/59.

## Q
via Quarnaro
Rione Piano San Lazzaro, da via Dalmazia a via Pesaro.

## R
via Giuseppe Ragnini
Rione Piano San Lazzaro, da via G. Bruno a corso Carlo Alberto. Atto consiliare n. 407 del 28/10/57 Pref. n. 24493/2 del 16/11/57.
(Milano, 1896 - ?) generale, medaglia d'oro al valor militare
via Ragusa
Rione Piano San Lazzaro, da via Urbino a via Dalmazia. Atto consiliare n. 407 del 28/10/57 Pref. n°24493/2 del 16/11/57.
via Pietro Ranieri
Rione Tavernelle, da via Tavenelle a via Palombare. Atto consiliare n. 576 del 3/12/58 Pref. n. 27617/2 del 20/8/59 - n. 261 del 16/5/60 Pref. n. °18395/2 dell'8/8/60.
(Ancona, 1903 - Perdiguera, 16 ottobre 1936) anarchico ed antifascista
via Recanati
Rione Piano San Lazzaro, da via Urbino a via Scrima. Atto consiliare n. 208 del 6/4/51 Pref. n. 21825 dell'11/7/51.
via Francesco Redi
Rione Collemarino-Palombina-Torrette, da piazza G. Galilei al confine del comune di Falconara Marittima. Atto consiliare n. 261 del 16/5/60 Pref. n. 18395/2 dell'8/8/60.
(Arezzo, 18 febbraio 1626 – Pisa, 1º marzo 1697) medico e naturalista.
via Redipuglia
Rione Rodi-Santo Stefano, da via Vittorio Veneto a via Isonzo. Atto consiliare n. 407 del 28/10/57 Pref. n. 24493/2 del 16/11/57.
vicolo della Regina
Rione Capodimonte, da via Podesti a via Torrioni.
piazza della Repubblica
Rione Porto-Plebiscito, compresa tra corso Garibaldi, corso Mazzini, via Gramsci, via della Loggia, scalo Vittorio Emanuele e via dell'Appannaggio. Dal 1821, anno in cui fu qui costruito il Teatro delle Muse è comunemente detta "Piazza del Teatro" o "delle Muse". Prima del 1821 era denominata piazza San Nicola e, nei primi anni del XX secolo, piazza Re Umberto I.
In ricordo del 2 giugno 1946 data di proclamazione della Repubblica italiana.
via Matteo Ricci
Rione Collemarino, da via Flaminia al viale L. Da Vinci. Atto consiliare n. 261 del 16/5/60 Pref. n. 18395/2 dell'8/8/60.
(Macerata, 6 ottobre 1552 – Pechino, 11 maggio 1610) gesuita, matematico e cartografo.
via della Ricostruzione
Rione Montirozzo-Valle Miano-Piano San Lazzaro, da piazza U. Bassi a piazza Europa. Atto consiliare n. 261 del 16/5/60 Pref. n°18395/2 dell'8/8/60.
A ricordo della rinascita della città dopo la seconda guerra mondiale.
via Augusto Righi
Rione Collemarino, da via Tamburini a via Calzecchi Onesti. Atto consiliare n. 261 del 16/5/60 Pref. n. 18395/2 dell'8/8/60.
(Bologna, 27 agosto 1850 – Bologna, 8 giugno 1920) fisico e politico.
via Carlo Rinaldini
Rione Collemarino, da piazza G. Galilei a via Calzecchi Onesti. Atto consiliare n. 261 del 16/5/60 Pref. n. 18395/2 dell'8/8/60.
(Ancona, 1615 - Ancona, 17 luglio 1698) filosofo e matematico
via Francesco Rismondo
Rione Adriatico-Vittoria, da via Trieste a via Panoramica.
(Spalato, 15 aprile 1885 – Gorizia, 10 agosto 1915) patriota.
galleria Risorgimento
Rione Rodi, da largo Bevilacqua al piazzale della Libertà. Atto consiliare n. 261 del 16/5/60 Pref. n. 18395/2 dell'8/8/60.
molo Luigi Rizzo
Zona portuale, traversa del molo Nord.
(Milazzo, 8 ottobre 1887 – Roma, 27 giugno 1951) ammiraglio.
via Rodi
Rione Rodi, da via Circonvallazione a via Isonzo.
Isola greca, qui ricordata in quanto già parte della ex colonia italiana del Dodecanneso.
piazza Roma
Rione Plebiscito-Santo Stefano, compresa tra corso Mazzini, corso Garibaldi, via Palestro, corso Stamira e via Menicucci.
Dedicata alla capitale d'Italia, la città di Roma.
piazzale Giuseppe Romita
Rione Collemarino, compresa tra via Flaminia e viale Leonardo Da Vinci. Atto consiliare n. 429 del 14/7/69 Pref. n. 24218/3.
(Tortona, 7 gennaio 1887 – Roma, 15 marzo 1958) politico.
via Rosora
Rione Posatora, traversa di via Posatora. Atto consiliare n. 429 del 14/7/69 Pref. 24218/3.
via Guido Rossa
Zona Baraccola, da via Zuccarini a via Di Vittorio. Deliberazione consiliare n. 526 del 6/4/1982.
(Cesiomaggiore, 1º dicembre 1934 – Genova, 24 gennaio 1979) operaio e sindacalista.
piazza Carlo e Nello Rosselli
Rione Archi-Palombella, compresa fra via Marconi, via Flaminia e via G. Bruno.
Antifascisti.
via Lauro Rossi
Rione Piano San Lazzaro, da via della Ricostruzione a via Macerata. Atto consiliare n. 208 del 6/4/51 Pref. n. 21825 dell'11/7/51.
(Macerata, 19 febbraio 1810 – Cremona, 5 maggio 1885) musicista e compositore.
via Vinicio Rossi
Rione Piano San Lazzaro, da corso C. Alberto a via G. Bruno. Atto consiliare n. 135 del 5/3/54.
(1922 - Africa Settentrionale, 6 aprile 1943) medaglia d'oro al valor militare.
via Gioachino Rossini
Rione Montirozzo-Piano San Lazzaro, da via G. B. Pergolesi alla strada privata di Montirozzo.
(Pesaro, 29 febbraio 1792 – Parigi, 13 novembre 1868) compositore.
via Rovereto
Rione Rodi, da via Rodi a via Veneto. Atto consiliare n. 407 del 28/10/57 Pref. n. 24493/2 del 16/11/57.
via Rubicone
Rione Torrette, da via Esino a via Foglia. Atto consiliare n. 25 del 27/1/1975 c.c.s.s. n. 4553/3 del 27/2/75.
via Luigi Ruggeri
Quartiere Ponterosso, da via Flavia alla strada di Passo Varano. Deliberazione consiliare n. 953 del 20/5/1985.
(Ancona, 1901 - Ancona, 1974) politico ed antifascista, primo sindaco della città nell'era repubblicana.
via Rupi comunali
Rione Porto, da piazza B. Stracca a piazzale Dante Alighieri. In precedenza denominata Ripe del Gesù (a causa della chiesa del Gesù).
La via costeggia le rupi dove si trova l'antica sede del palazzo comunale.
via Rupi di via XXIX Settembre
Rione Archi, da via XXIX Settembre a via G. Marconi.
La via costeggia le rupi sopra via XXI Settembre, alle pendici del colle Astagno.
via Giacomo e Sergio Russi
Quartiere Ponterosso, da via Flavia alla strada di Passo Varano. Deliberazione consiliare n. 953 del 20/5/1985.
Giacomo (1888-1943) ed il figlio Sergio (1923-1943) industriali, entrambi lavorarono nell'azienda farmaceutica fondata dal nonno Giacobbe fino alla deportazione nazista poiché ebrei.

## S

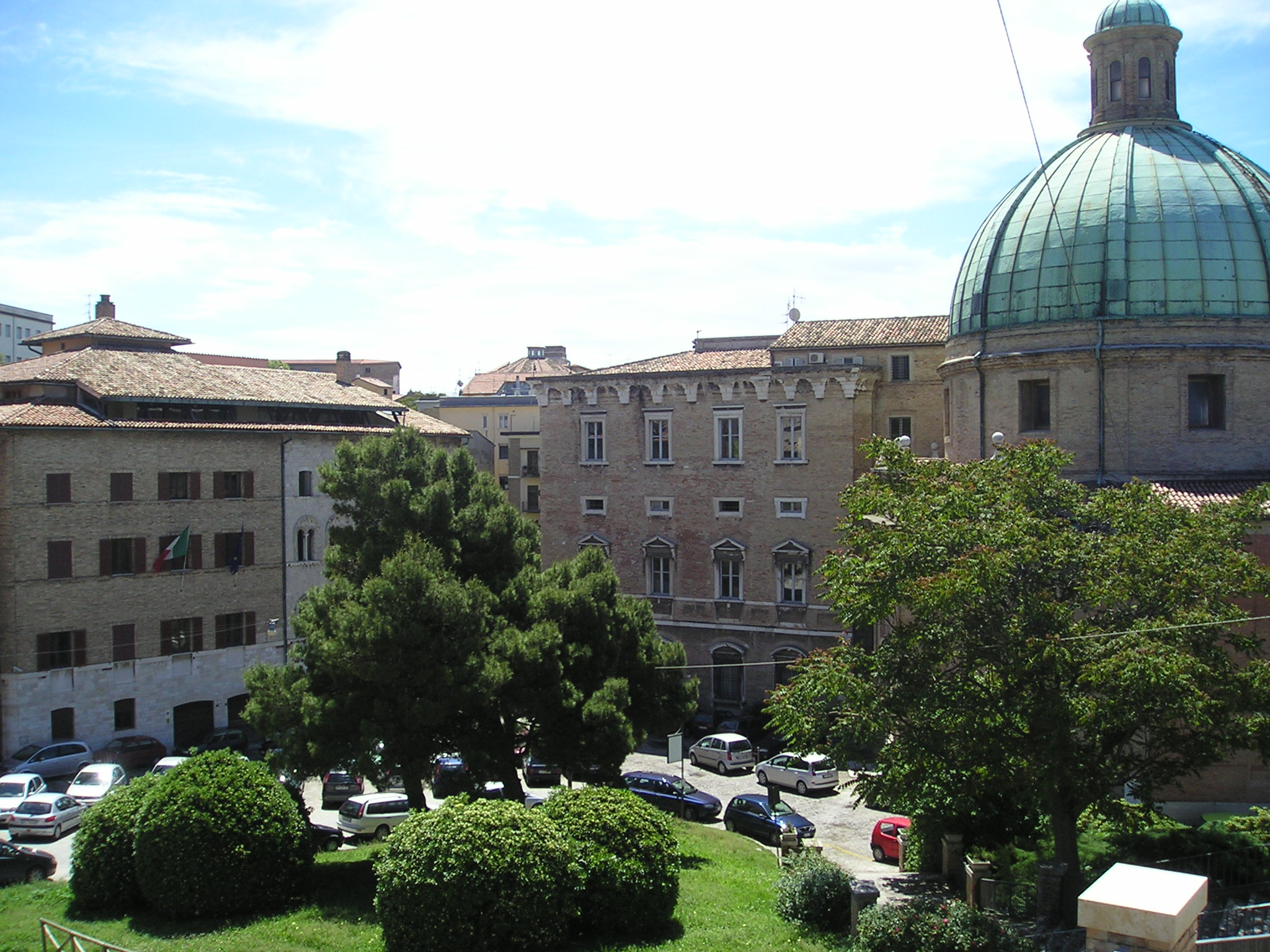
Piazza del Senato

via Umberto Saba
Rione Tavernelle, da via Petrarca a via Manzoni. Atto consiliare n. 744 del 10/12/70 Pref. 41016/3 del 5/2/71.
(Trieste, 9 marzo 1883 – Gorizia, 25 agosto 1957) poeta e scrittore.
via Sabotino
Rione Vittoria, da via Trieste a via Isonzo. Atto consiliare n. 208 del 6/4/51 Pref. n°21825 dell'11/7/51.
via Sacco e Vanzetti
Zona Baraccola, traversa di via Caduti del Lavoro. Deliberazione consiliare n. 527 del 5/4/1982.
via Giuseppe Sacconi
Rione Rodi, da via Montessori a via Gentiloni. Atto consiliare n. 429 del 14/7/69 Pref. n. 24218/3.
(Montalto delle Marche, 5 luglio 1854 – Pistoia, 23 settembre 1905) architetto.
largo Sacramento
Rione Capodimonte, compreso tra corso Garibaldi, corso Stamira e piazza Kennedy. Atto consiliare n. 208 del 6/4/51 Pref. n. 21825 dell'11/7/51.
La denominazione deriva dalla chiesa del Santissimo Sacramento che vi si affaccia.
via Enrico Sacripanti
Quartiere Monte Dago, da via Brecce Bianche a via Vecchia del Pinocchio. Atto consiliare n. 581 del 23/3/1988.
(1888- 1966) vice Sindaco della città.
via Aurelio Saffi
Rione porto, da largo della Dogana a lungomare Vanvitelli. In precedenza denominata via del Porto (fino all'unità d'Italia).
(Forlì, 13 ottobre 1819 – Forlì, 10 aprile 1890) patriota e politico.
via Claudio Salmoni
Rione Rodi, da via del Conero a via Angelini. Atto consiliare n. 745 del 10/12/70.
(Ravenna, 11 agosto 1919 - 21 marzo 1970) architetto e sindaco della città.
via Gianbattista Salvi
Rione Montirozzo, da via Crivelli a via Tiziano. Atto consiliare n. 351 del 12/7/62 Pref. n. 24229/2 del 29/9/62.
(Sassoferrato, 25 agosto 1609 – 8 agosto 1685) pittore, detto "il Sassoferrato".
via Urbano Salvolini
Rione Pietralacroce, da via Caucci a via Santa Margherita. Atto consiliare n. 744 del 10/12/70 Pref. n. 41016/3 del 5/2/71.
(Roversano, 8 novembre 1873 - Ancona, 21 aprile 1951) medico e benefattore
via San Biagio
Rione Plebiscito, da corso Garibaldi a corso Mazzini.
via San Cataldo
Rione San Pietro, da via San Pietro al largo Belvedere.
Anticamente vi si affacciava la fortezza di San Cataldo, detta anche rocca del Cassero.
via San Cosma e Damiano
Rione Plebiscito, da corso Mazzini a via Elia. Atto consiliare n. 208 del 6/4/51 Pref. n. 21825 dell'11/7/51.
La denominazione deriva dalla chiesa dei Santi Cosma e Damiano che si affaccia su questa via.
via San Costanzo
Rione Santo Stefano, traversa di via Santo Stefano. Atto consiliare n. 25 del 27/1/1975 cc. ss. n°4553/3 del 27/2/1975.
Missionario, prestò servizio nell'allora cattedrale di Santo Stefano di Ancona ed ivi sepolto prima della traslazione nella chiesa di San Trovaso a Venezia.
piazza San Francesco
Rione Porto-San Pietro, compresa tra via Pizzecolli e via Matas. Atto consiliare n. 261 del 16/5/60 Pref. ° 18395/2 dell'8/8/60.
La denominazione deriva dalla chiesa di San Francesco alle Scale che si affaccia su questa via.
vicolo San Gaetano
Rione San Pietro, da via Oddo Di Biagio a via Scosciacavalli.
Anticamente si affacciava su questa via l'omonima chiesa.
via San Gaspare
Quartiere dell'università, traversa di via Brecce Bianche. Deliberazione consiliare n. 2128 del 2/12/1985.
La chiesa omonima si affaccia su questa via.
via San Giacomo della Marca
Quartiere Tavernelle, traversa di via Tavernelle. Delibera n. 323 del 18/5/2000.
Strada che costeggia il muro di cinta del cimitero di Tavernelle.
via San Marcellino
Rione Santo Stefano, da via Veneto a via Santo Stefano. Atto consiliare n. 261 del 16/5/60 Pref. n. 18395/2 dell'8/8/60.
Secondo la leggenda primo vescovo di Ancona.
vicolo San Marco
Rione Capodimonte, traversa di via Cialdini. Atto consiliare n. 208 del 6/4/51 Pref. n. 21825 dell'11/7/51.
Anticamente si affacciava su questa via l'omonima chiesa.
via San Martino della Battaglia
Rione Rodi-Santo Stefano, da via Palestro a via Giannelli. Atto consiliare n. 208 del 6/4/51 Pref. n. 21825 dell'11/7/51.
via San Pietro
Rione San Pietro, da via Fanti a via Oddo Di Biagio.
Anticamente si affacciava su questa via l'omonima chiesa.
via San Spiridione
Rione Capodimonte, da via Podesti al vicolo Malacari.
Anticamente si affacciava su questa via l'omonima chiesa.
via Santa Margherita
Rione Passetto-Pietralacroce, da via Trieste a via di Pietralacroce.
piazza Santa Maria
Rione porto, compresa tra via della Loggia, via della Dogana, via Catena.
Vi si affaccia la chiesa di Santa Maria della Piazza. La piazza fu formata intorno al mille e poi adibita a mercato settimanale, negli ultimi anni del XII secolo, la piazza fu scelta per tenervi la cerimonia del giuramento del Podestà.
via Santo Stefano
Rione Santo Stefano, da via Montebello a via Circonvallazione. Atto consiliare n. 208 del 6/4/51 Pref. n. 21825 dell'11/7/51.
Anticamente si affacciava su questa via l'omonima basilica.
via Raffaello Sanzio
Rione Montirozzo-Archi, da via De Gasperi a piazza da San Gallo. In precedenza denominata via Decollato (poiché vi si affacciava la chiesa di San Giovanni Decollato). Anticamente la strada collegava Piano San Lazzaro alla Porta di Capodimonte, era quindi la via di accesso principale alla città finché non venne sostituita, con la costruzione di Porta Pia nel 1789, dalla strada litoranea. Interrotta una prima volta dalla linea ferroviaria Ancona-Pescara nel 1863, venne nuovamente tagliata, nel dopoguerra, per la costruzione di via De Gasperi.
(Urbino, 1483 – Roma, 6 aprile 1520) un pittore e architetto.
via Umberto Saracini
Rione Piano San Lazzaro, da via G. Pergolesi a via Marconi.
(Ancona, 1900 - fronte greco, 23 gennaio 1941) medaglia d'oro al valor militare.
largo Sarnano
Rione Piano San Lazzaro, compreso tra via G. Bruno e via Urbino. Atto commissariale n. 411 del 13/3/68 Pref. n. 9457/3 dell'11/7/68.
via Sassoferrato
Rione Scrima, da via Serra San Quirico a via Genga. Atto consiliare n. 47 del 29/1/51 Pref. n. 4081 del 17/2/51.
banchina Nazario Sauro
Rione Porto, dallo scalo Vittorio Emanuele al molo Nord.
(Capodistria, 20 settembre 1880 – Pola, 10 agosto 1916) patriota.
largo Enrico Saviotti
Rione Tavernelle, compreso tra via Tavernelle e via Petrarca. Atto consiliare n. 1508 del 18/7/1995.
(1926 - 1984) detto "Murtatela", pittore e poeta in vernacolo.
via Duilio Scandali
Rione Rodi-Santo Stefano-Valle Miano, da via Circonvallazione a via XXV Settembre. Atto consiliare n. 300 del 9/5/66 Pref. n. 26486/3 del 24/10/69.
(Udine, 27 novembre 1876 – Ancona, 11 luglio 1945) poeta vernacolare.
via Franco Scataglini
Zona Baraccola, da via Luigi Albertini a via Saturno Schiavoni.
(Ancona, 25 luglio 1930 – Numana, 28 agosto 1994) poeta vernacolare.
via Saturno Schiavoni
Zona Baraccola, da via Albertini a via Scataglini. Delibera n. 2454 del 29/11/94.
(Ancona, 14 settembre 1899 - Roma, 21 settembre 1971) detto "Turno", poeta vernacolare.
via Scosciacavalli
Rione San Pietro, da via Bernabei a via del Faro.
via Scrima
Rione Piano San Lazzaro-Scrima, da piazza U. Bassi a via Ascoli Piceno.
Prende il nome dalla località attraversata: Scrima (crinale).
via Sebenico
Rione Piano San Lazzaro, da via Lamaticci a via Urbino. Atto consiliare n. 407 del 28/10/57 Pref. n. 24493/2 del 16/11/57.
via Luigi Selandari
Rione Passetto-Pietralacroce, traversa di via Santa Margherita. Atto commissariale n. 409 del 13/9/68 Pref. n. 29202/3 del 22/11/68.
(Ancona, 1890 - 1954) medico.
piazza del Senato
Rione Porto-San Pietro, compresa tra via Ferretti, via Giovanni XXIII e scalone Nappi. Atto consiliare n. 208 del 6/4/51 Pref. n. 21825 dell'11/7/51. Sino alla seconda guerra mondiale divisa in due e denominate piazza degli Scalzi e piazza dell'Arcivescovado.
Si affacciano il palazzo Ferretti, la chiesa dei Santi Pellegrino e Teresa, il palazzo Vescovile ed il palazzo del Senato, da cui prende il nome (probabilmente sede del governo della Repubblica di Ancona).
via Senigallia
Rione Scrima, da via Ascoli Piceno a via Scrima. Atto consiliare n. 47 del 29/1/51 pref. n. 4081 del 17/2/51.
via Sentino
Rione Torrette, da via Metauro a via Conca. Atto consiliare n. 429 del 14/7/69 Pref. n. 29202/3 del 22/11/68.
Fiume delle Marche lungo cui è nata la città di Sentinum (Sassoferrato).
via Armando Seppilli
Rione Grazie, da via Bornaccini a via B. Gigli. Atto commissariale n. 409 del 13/9/68 Pref. n. 29202/3 del 22/11/68.
(Ancona, 19 agosto 1860 - Milano, 1931) compositore e direttore d'orchestra.
vicolo della Serpe
Rione Porto, traversa di via Saffi.
Strada stretta e tortuosa, dall'andamento simile ad un serpente.
via Serra San Quirico
Rione Scrima, da via Ascoli Piceno a via Fabriano. Atto consiliare n. 47 del 29/1/51 Pref. n. 4081 del 17/2/51.
via Carlo Simeoni
Rione Vittoria-Santo Stefano, da piazza Cavour a via Montebello.
(1904 - Dancalia, 10 marzo 1936) pilota militare morì durante la guerra d'Etiopia; medaglia d'argento al valor militare.
via Simonetti
Rione Plebiscito, da corso Garibaldi a corso Mazzini.
antica famiglia della nobiltà anconetana (principi Simonetti) che possedeva un palazzo che si affacciava su questa via.
via Sirolo
Rione Scrima, da via Falconara a via Filottrano. Atto consiliare n. 47 del 29/1/51 Pref. n. 4081 del 17/2/51.
vicolo del Solitario
Rione San Pietro, da via Fanti a via del Faro.
Estremamente piccolo e poco frequentato.
via Domenico Spadoni
Zona Baraccola, da via Di Vittorio a via Grandi. Deliberazione Consiliare n. 527 del 5/4/1982.
(Macerata, 24 luglio 1871 - Macerata, 1944) scrittore e storico.
via Spalato
Rione Piano San Lazzaro, da via G. Bruno a via Ragusa. Atto consiliare n. 407 del 28/10/57 pref. n. 24493/2 del 16/11/57.
via Enrico Sparapani
Quartiere Monte Dago, da via Togliatti all'incrocio tra via Tiraboschi e via Togliatti. Atto consiliare n. 581 del 28/3/1988.
(1897-1972) politico; deputato e vicesindaco della città.
via Gaspare Spontini
Rione Montirozzo, da via G. B. Pergolesi a via Rossini.
(Maiolati, 14 novembre 1774 – Maiolati, 24 gennaio 1851) compositore e direttore d'orchestra.
largo Staffette partigiane
Rione Le Grazie, all'interno dell'isolato tra via Bornaccini, via Seppilli, via Gigli e via Moroder.
corso Stamira
Rione Santo Stefano-Capodimonte, da piazza Kennedy a piazza Cavour.
eroina anconetana
vicolo Stelluto
Rione San Pietro, da via Fanti a via Di Biagio. Sino al 1816 denominata via dei Forni di San Pietro, poi assume il nome attuale.
vicolo della Storta
Rione Porto, da via Saffi a via Pizzecolli.
La denominazione deriva dall'andamento tortuoso della via.
piazza Benvenuto Stracca
Rione Porto-San Pietro, compresa tra via Pizzecolli, via Ferretti e vicolo dei Tribunali. Atto consiliare n. ° 208 del 6/4/51 pref. n. 21825 dell'11/7/51. In precedenza denominata piazza della Farina poiché era sede del mercato del grano, successivamente, sino al 1950, piazza del Gesù per l'omonima chiesa e poi assume la denominazione attuale. Oltre alla chiesa, su questa piazza vi si affaccia il palazzo degli Anziani.
(Ancona, 1509 – Ancona, 1578) giurista ed economista.
molo Sud
Zona industriale portuale.

## T
via Tagliamento
Rione Passetto-Vittoria, da via Podgora a via Isonzo. Atto consiliare n. 407 del 28/10/57 Pref. n. 24493/2 del 16/11/57.
via Giuseppe Taliercio
Zona Baraccola, da via di Vittorio a via Grandi. Deliberazione Consiliare n. 526 del 6/4/1982.
(Marina di Carrara, 8 agosto 1927 – Mestre, 6 luglio 1981) dirigente d'azienda, vittima delle Brigate Rosse.
via Augusto Tamburini
Rione Collemarino, da piazza Fermi a piazzale Righi. Atto consiliare n. 261 del 16/5/60 Pref. 18395/2 dell'8/8/60.
(Ancona, 1848 – Riccione, 28 luglio 1919) medico e psichiatra.
via Ezio Tarantelli
Quartiere Ponterosso, da via Ruggeri a via Caduti del Lavoro. Delibera n. 2135 del 25/9/90.
(Roma, 11 agosto 1941 – Roma, 27 marzo 1985) economista, vittima delle Brigate Rosse.
via delle Tavernelle
Rione Tavernelle, dall'incrocio di via Grazie e via Torresi alla strada di Passo Varano. Atto consiliare n. 261 del 16/5/60 Pref. n. 18395/2 dell'8/8/60.
Prende il nome dalla località attraversata.
via della Tecnica
Rione Pinocchio, da via Maggini a via dell'Industria. Atto consiliare n. 744 del 10/12/70 Pref. 41016 del 5/2/71.
via Tenna
Quartiere Torrette, da via Metauro a via Conca. Atto consiliare n. 300 del 9/5/66 Pref. n. 26486/3 del 24/10/69.
via Paolo Thaon di Revel
Rione Passetto, da piazza IV Novembre a via Santa Margherita. Atto consiliare n. 208 del 6/4/51 Pref. 21825 dell'11/7/51.
(Torino, 19 giugno 1857 – Roma, 24 marzo 1948) ammiraglio e politico, primo duca del mare e presidente del Senato del Regno.
via Pellegrino Tibaldi
Rione Montirozzo-Valle Miano, da via Tiziano a via Fratelli Cervi. Atto consiliare n. 351 del 12/7/62 Pref. n. 24229/2 del 29/9/62.
(Puria di Valsolda, 1527 – Milano, 1596) architetto e pittore.
via Amato Tiraboschi
Quartiere Monte Dago, da via Togliatti all'incrocio con via Sparapani e via Togliatti. Atto consiliare n. 581 del 28/3/1988.
(1899-1948) antifascista.
via Tiziano
Rione Montirozzo-Valle Miano, da piazzale Europa a via Michelangelo e via Verdi. Atto consiliare n. 351 del 12/7/62 Pref. n. 24229/2 del 29/9/62.
(Pieve di Cadore, 1480? – Venezia, 27 agosto 1576) pittore.
via Palmiro Togliatti
Quartiere Monte Dago, da via Sacripanti all'incrocio di via Tiraboschi con via Sparapani. Atto consiliare n. 581 del 28/3/1988.
(Genova, 26 marzo 1893 – Jalta, 21 agosto 1964) politico e antifascista.
via Tolentino
Rione Scrima, traversa di via Matelica. Atto consiliare n. 351 del 12/7/62 Pref. n. 24229/2 del 29/9/62.
via Ugo Tombesi
Zona Baraccola, traversa di via Brecce Bianche. Deliberazione consiliare n. 527 del 5/4/1982.
(Pesaro, 1874 - Milano, 1939) economista e pubblicista.
via Gino Tommasi
Rione Vittoria, da via Piave a via Podgora. Atto consiliare n. 208 del 6/4/51 Pref. n. 21825 dell'11/7/51.
(Ancona, 19 settembre 1895 – Mauthausen-Gusen, 5 maggio 1945) ingegnere e partigiano, medaglia d'oro al valor militare.
via Mario Torresi
Rione Piano San Lazzaro-Grazie-Tavernelle, da piazza U. Bassi a via delle Grazie. Atto consiliare n. 208 del 6/4/51 Pref. n. 21825 dell'11/7/51.
(1917 - 14 marzo 1945) partigiano, medaglia di bronzo al valor militare.
piazza Evangelista Torricelli
Rione Collemarino, compresa tra piazza G. Galilei, via Redi e piazzale Fermi. Atto consiliare n. 261 del 16/5/60 Pref. n. 18395/2 dell'8/8/60.
(Faenza, 15 ottobre 1607 – Firenze, 25 ottobre 1647) matematico e fisico.
via Torrioni
Rione Santo Stefano-Capodimonte, da via Oberdan a piazza da San Gallo. Atto consiliare n. 208 del 6/4/51 Pref. n. 21825 dell'11/7/51.
Anticamente questa via univa alcuni dei torrioni che si ergevano lungo le mura della città, demolite nella metà del XX secolo.
via Enrico Toti
Rione Adriatico-Passetto, da via Trieste a via Panoramica.
(Roma, 20 agosto 1882 – Monfalcone, 6 agosto 1916) ciclista ed eroe italiano.
via Traffico
Rione Capodimonte, da corso Garibaldi a via Astagno.
via Trento
Rione Vittoria, da via Orsi a piazza Diaz.
via Umberto Trevi
Quartiere Monte Dago, da via Togliatti e via Monte Dago. Delibera n. 323 del 18/5/2000.
(Ancona, 2 novembre 1939 - Ancona, 3 dicembre 1997) politico e consigliere comunale.
vicolo dei Tribunali
Rione San Pietro, da piazza Stracca a via Birarelli.
In precedenza denominata via Sant'Anna (la chiesa di Sant'Anna dei Greci vi si affacciava), poi via dell'Assise e quindi la denominazione attuale.
via Trieste
Rione Passetto-Vittoria, da via Piave a via Santa Margherita.
via Alberto Trionfi
Rione Pinocchio, traversa di Via Nenni. Atto commissariale n. 409 del 13/9/68 Pref. n. 29202/3 del 22/11/68.
(Jesi, 1892 – Stargard Szczeciński, 12 gennaio 1945) generale, ucciso dai nazisti.
via Tronto
Rione Torrette, da via Esino a strada del Carmine. Atto consiliare n. 352 del 1/8/58 Pref. n. 27617/2 del 20/8/59.

## U
via Celso Ulpiani
Rione Collemarino, da via L. Da Vinci a via A. Volta. Atto consiliare n. 261 del 16/5/60 Pref. n. 18395/2 dell'8/8/60.
(Acquaviva Picena, 1867 - 1919) medico, chimico e agronomo.
via Giorgio Umani
Zona Baraccola, da via Giuseppe Longhi a via Luigi Albertini.
(Cupramontana, 14 agosto 1892 - Falconara Marittima, 27 novembre 1965) entomologo, ideatore della preparazione "ummo".
via Giuseppe Ungaretti
Rione Tavernelle, da via Petrarca a via Manzoni.
(Alessandria d'Egitto, 10 febbraio 1888 – Milano, 1º giugno 1970) poeta e scrittore.
via Urbino
Rione Piano San Lazzaro, da largo Sarnano a via Pesaro. Atto consiliare n. 47 del 29/1/51 Pref. n. 4081.

## V

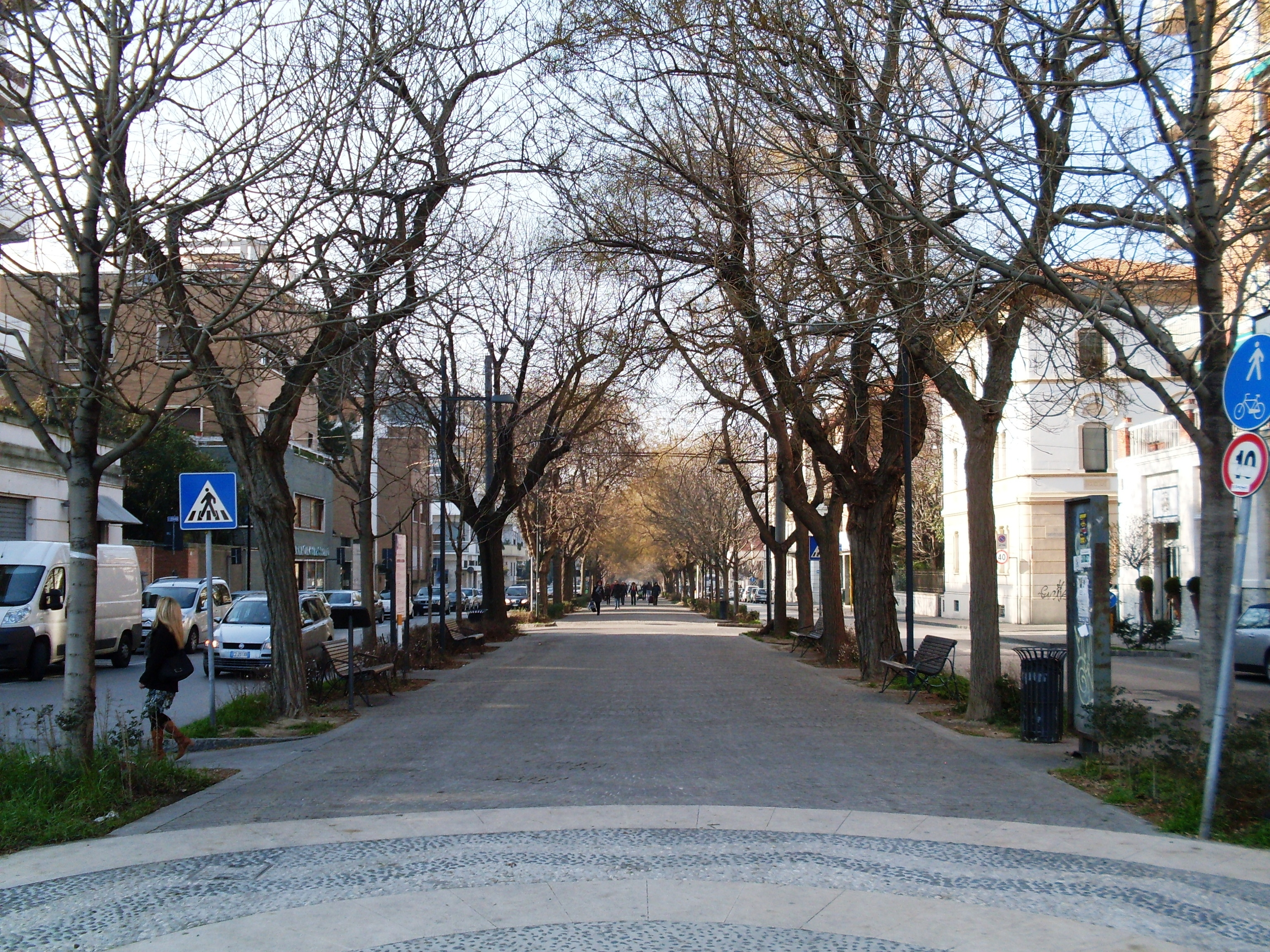
viale della Vittoria

via Ghino Valenti
Zona Baraccola, da via Pastore a via Caduti del lavoro. Deliberazione consiliare n. 527 del 5/4/1982.
(Macerata, 14 aprile 1852 – Padova, 20 settembre 1921) economista.
via Valle Miano
Rione Montirozzo-Valle Miano, da via Lotto a via Martiri della Resistenza. Atto consiliare n. 208 del 6/4/51 Pref. n. 21825 dell'11/7/51.
Prende il nome dalla località attraversata. Il torrente Miano è esondato il 5 settembre 1959, dopodiché fu interrato.
via Ezio Vanoni
Zona industriale portuale, traversa di via Einaudi. Atto consiliare n. 300 9/5/66 Pref. n. 26486/3 del 24/10/69.
(Morbegno, 3 agosto 1903 – Roma, 16 febbraio 1956) economista e politico.
lungomare Luigi Vanvitelli
Rione Porto, da piazza Santa Maria al molo Nord. Atto consiliare n. 407 del 28/10/57 Pref. n. 24493/2 del 16/11/57.
(Napoli, 12 maggio 1700 – Caserta, 1º marzo 1773) pittore e architetto.
via Gioacchino Varlè
Rione Vittoria, da via Palestro a via San Martino. Atto consiliare n. 261 del 16/5/60 Pref. 18395/2 dell'8/8/60.
(Roma, 1734 – Ancona, 1806) scultore.
via Vasari
Rione Archi, da via Marconi a via Mariani.
Anticamente vi si affacciavano molti artigiani specializzati nella lavorazione di piatti, pentole e vasellame vario.
via Arturo Vecchini
Rione Vittoria, da largo Cappelli a via San Martino. Atto consiliare n. 208 del 6/4/51 Pref. n. 21825 dell'11/7/51.
(Ancona, 1857 - 1927) avvocato e scrittore, sindaco della città.
via Velino
Rione Torrette, da via Flaminia a via Misa. Atto consiliare n. 25 del 27/1/1975 cc. ss. n. 4553/3 del 27/2/1975.
piazzale Rosa Venerini
Rione San Pietro, piazzale lungo via San Pietro. Atto consiliare n. 352 del 1/8/58 Pref. n. 27617/2 del 20/8/59.
(Viterbo, 9 febbraio 1656 – Roma, 7 maggio 1728) religiosa, fondatrice della congregazione delle Maestre Pie Venerini.
via Giuseppe Verdi
Rione Montirozzo-Valle Miano, da via Michelangelo a via Circonvallazione. Atto consiliare n. 429 del 14/7/69 Pref. n. 24218/3.
(Roncole Verdi, 10 ottobre 1813 – Milano, 27 gennaio 1901) compositore.
via Giovanni Verga
Rione Tavernelle, da via Tavernelle a via Marconi. Atto consiliare n. 744 del 10/12/70 Pref. n. 41016/3 del 5/2/71.
(Catania, 2 settembre 1840 – Catania, 27 gennaio 1922) scrittore e drammaturgo.
via Villa Barducci
Rione Palombella, traversa di via Flaminia.
Prende il nome dalla località attraversata: la frana Barducci.
via Villafranca
Rione Santo Stefano, da piazza Roma a via Palestro. Atto consiliare n. 208 del 6/4/51 Pref. n. 21825 dell'11/7/51.
via Villarey
Rione San Pietro-Plebiscito, da via Cardeto a via Goito.
A ricordo del generale Villarey, caduto nella battaglia di Custoza, come anche la caserma Villarey.
via delle Ville
Rione Collemarino-Falconara, da piazzale Romita al confine con il comune di Falconara Marittima. Atto consiliare n. 261 del 16/5/60 Pref. n. 18395/2 dell'8/8/60.
viale della Vittoria
Rione Adriatico, Vittoria, da largo XXIV Maggio a piazza IV Novembre.
A ricordo della vittoria italiana nella prima guerra mondiale.
scalo Vittorio Emanuele II
Rione porto, da piazza della Repubblica a banchina N. Sauro.
(Torino, 14 marzo 1820 – Roma, 9 gennaio 1878) ultimo re di Sardegna e primo re d'Italia.
via Vittorio Veneto
Rione Rodi-Santo Stefano, da via Montebello a via Rodi e via XXV Aprile. Atto consiliare n. 407 del 28/10/57 Pref. n. 24493/2 del 16/11/57.
via Paolo Volponi
Quartiere Passo Varano, da via di Passo Varano a via Cimetta. Atto consiliare n° 292 del 28/05/2002.
(Urbino, 6 febbraio 1924 – Ancona, 23 agosto 1994) scrittore e poeta.
via Alessandro Volta
Rione Collemarino, da viale L. Da Vinci a piazza Galilei. Atto consiliare n. 261 del 16/5/60 Pref. n. 18395/2 dell'8/8/60.
(Como, 18 febbraio 1745 – Camnago Volta, 5 marzo 1827) fisico e inventore.
via Vito Volterra
Rione Adriatico-Passetto, da via E. Toti a piazza IV Novembre.
(Ancona, 3 maggio 1860 – Roma, 11 ottobre 1940) matematico e fisico.
via Volto dei Seniori
Rione Porto, da piazza B. Stracca a largo Dante Alighieri.
Antica denominazione. Lungo la via si trovano archi e volte (vòlto) adiacenti al palazzo degli Anziani (Seniori).
via Volturno
Rione Plebiscito, da via Indipendenza a via Matteotti.

## Z
via Alessandro Zappata
Rione Plebiscito, da piazza Roma a via Matteotti. Atto consiliare n. 352 dell'1/8/58 Pref. n. 27617/2 del 20/8/59.
(Comacchio, 16 dicembre 1860 – Ancona, 1º febbraio 1929) latinista.
via Zara
Rione Adriatico, da via C. Battisti a via Rismondo.
via Luca Zazzini
Rione Collemarino, dall'incrocio di via Redi con via Patrizi. Deliberazione consiliare n. 1164 dell'8/10/1984.
(Ancona, 1800 - Ancona, 14 marzo 1870) sacerdote e professore.
via Mario Alberto Zingaretti
Zona Baracola, traversa di via Albertini.
(Arcevia, 1890 - Ancona, 1972) politico e sindacalista.
via Fratelli Zuccari
Rione Pietralacroce, da via della Ferrovia a via Pietralacroce. Atto consiliare n. 429 del 14/7/69 Pref. n. 24218/3.
Taddeo Zuccari e Federico Zuccari pittori.
via Oliviero Zuccarini
Zona Baraccola, dall'incrocio di via Di Vittorio con Via Buozzi a via Di Vittorio. Deliberazione consiliare n. 527 del 5/4/1982.
(Cupramontana, 28 agosto 1883 - Cupramontana, 20 aprile 1971) politico e scrittore, deputato dell'Assemblea Costituente.